# Australie aux Jeux olympiques d'été de 2012
L'Australie participe aux Jeux olympiques d'été de 2012 à Londres au Royaume-Uni du 27 juillet au 12 août 2012. Il s'agit de sa 27e participation à des Jeux d'été.
La délégation olympique australienne dirigé par Nicholas Green Oam, est composé de 410 athlètes. Elle est représentée par son porte-drapeau, la joueuse de basket Lauren Jackson, vice-championne olympique du tournoi féminin en 2008.
Avant les Jeux, la ministre australienne des Sports, Kate Lundy, avait parié publiquement à son homologue britannique Hugh Robertson que l'Australie obtiendrait davantage de médailles d'or que le pays hôte, dans la continuité d'une longue rivalité sportive entre les deux pays. À quelques jours de la cérémonie de clôture, alors que les médias australiens titraient sur la relative contre-performance de leurs sportifs, Kate Lundy reconnut que le pari était perdu et qu'elle devrait se plier au gage : faire de l'aviron à Dorney Lake en portant le maillot britannique. L'Australie avait alors 26 médailles, dont 5 d'or, alors que le Royaume-Uni avait 48 médailles, dont 22 d'or,,.

## Médaillés
| Sport              | Discipline                         | Athlète(s)                                                                                                  | Performance          | Date       |
| ------------------ | ---------------------------------- | --- | -------------------- | ---------- |
| Médailles d'or : 8 |                                    | |                      |            |
| Athlétisme         | 100 m haies femmes                 | Sally Pearson                                                                                               | 12 s 35 (OR)         | 7 août     |
| Athlétisme         | 50 km marche hommes                | Jared Tallent                                                                                               | 3 h 36 min 53 s (OR) | 11 août    |
| Cyclisme sur piste | Vitesse individuelle femmes        | Anna Meares                                                                                                 |                      | 7 août     |
| Canoë-kayak        | K4 – 1 000 m hommes                | Jacob Clear Dave Smith Tate Smith Murray Stewart                                                            | 2 min 55 s 085       | 9 août     |
| Natation           | Relais 4 × 100 m nage libre femmes | Cate Campbell Alicia Coutts Brittany Elmslie Melanie Schlanger Emily Seebohm* Yolane Kukla* Libby Trickett* | 3 min 33 s 15        | 28 juillet |
| Voile              | Laser hommes                       | Tom Slingsby                                                                                                | 43 points            | 6 août     |
| Voile              | 49er                               | Iain Jensen Nathan Outteridge                                                                               | 56 points            | 8 août     |
| Voile              | 470 hommes                         | Malcolm Page Mathew Belcher                                                                                 | 22 points            | 10 août    |

| Sport                   | Discipline                         | Athlète(s) | Performance             | Date       |
| ----------------------- | ---------------------------------- | --- | ----------------------- | ---------- |
| Médailles d'argent : 15 |                                    | |                         |            |
| Athlétisme              | Saut en longueur hommes            | Mitchell Watt | 8,16 m                  | 4 août     |
| Aviron                  | Deux sans barreur femmes           | Kate Hornsey Sarah Tait | 7 min 29 s 86           | 1er août   |
| Aviron                  | Deux de couple femmes              | Kim Crow Brooke Pratley | 6 min 58 s 55           | 3 août     |
| Aviron                  | Quatre sans barreur hommes         | James Chapman Drew Ginn Joshua Dunkley-Smith William Lockwood                                                              | 6 min 5 s 19            | 4 août     |
| BMX                     | BMX hommes                         | Sam Willoughby | 37 s 929                | 10 août    |
| Canoë-kayak             | K1 femmes                          | Jessica Fox | 106 s 51                | 2 août     |
| Cyclisme sur piste      | Poursuite masculine par équipes    | Jack Bobridge Rohan Dennis Michael Hepburn Glenn O'Shea                                                                    |                         | 3 août     |
| Natation                | 100 m brasse hommes                | Christian Sprenger | 58 s 93                 | 29 juillet |
| Natation                | 100 m dos femmes                   | Emily Seebohm | 58 s 68                 | 30 juillet |
| Natation                | 200 m 4 nages femmes               | Alicia Coutts | 2 min 8 s 15            | 31 juillet |
| Natation                | 100 m nage libre hommes            | James Magnussen | 47 s 52                 | 1er août   |
| Natation                | Relais 4 × 200 m nage libre femmes | Angie Bainbridge* Bronte Barratt Alicia Coutts Brittany Elmslie* Blair Evans* Jade Neilsen* Kylie Palmer Melanie Schlanger | 7 min 44 s 41           | 1er août   |
| Natation                | Relais 4 × 100 m 4 nages femmes    | Alicia Coutts Brittany Elmslie* Leisel Jones Melanie Schlanger Emily Seebohm                                               | 3 min 54 s 02           | 4 août     |
| Plongeon                | Haut-vol à 10 mètres femmes        | Brittany Broben | 366,50 points           | 9 août     |
| Voile                   | Elliott 6m femmes                  | Olivia Price Nina Curtis Lucinda Whitty                                                                                    | battu par l'Espagne 2-3 | 11 août    |

| Sport                    | Discipline                      | Athlète(s) | Performance                             | Date       |
| ------------------------ | ------------------------------- | --- | --------------------------------------- | ---------- |
| Médailles de bronze : 12 |                                 | |                                         |            |
| Aviron                   | Quatre de couple hommes         | Karsten Forsterling James McRae Chris Morgan Daniel Noonan | 5 min 45 s 22                           | 3 août     |
| Aviron                   | Skiff femmes                    | Kim Crow | 7 min 58 s 04                           | 4 août     |
| Basket-ball              | Tournoi féminin                 | Lauren Jackson () Jenna O'Hea Samantha Richards Jennifer Screen Abby Bishop Suzy Batkovic Kathleen MacLeod Kristi Harrower Laura Summerton Belinda Snell Rachel Jarry Liz Cambage                                                   | bat la Russie 83-74                     | 11 août    |
| Cyclisme sur piste       | Vitesse par équipes femmes      | Kaarle McCulloch Anna Meares | bat l'Ukraine avec un temps de 32 s 727 | 2 août     |
| Cyclisme sur piste       | Vitesse individuelle hommes     | Shane Perkins | bat Njisane Phillip 2-0                 | 6 août     |
| Cyclisme sur piste       | Omnium femmes                   | Annette Edmondson | 24 points                               | 7 août     |
| Hockey sur gazon         | Tournoi masculin                | Mark Knowles () Jamie Dwyer Liam de Young Simon Orchard Glenn Turner Chris Ciriello Matthew Butturini Russell Ford Eddie Ockenden Joel Carroll Matthew Gohdes Tim Deavin Matthew Swann Nathan Burgers Kieran Govers Fergus Kavanagh | bat la Grande-Bretagne 3-1              | 11 août    |
| Natation                 | 100 m papillon femmes           | Alicia Coutts | 56 s 94                                 | 29 juillet |
| Natation                 | 100 m nage libre femmes         | Bronte Barratt | 1 min 55 s 81                           | 31 juillet |
| Natation                 | Relais 4 × 100 m 4 nages hommes | Tommaso D'Orsogna* James Magnussen Brenton Rickard* Christian Sprenger Hayden Stoeckel Matt Targett | 3 min 31 s 58                           | 4 août     |
| Triathlon                | Femmes                          | Erin Densham | 1 h 59 min 50 s 00                      | 4 août     |
| Water-polo               | Tournoi féminin                 | Victoria Brown Gemma Beadsworth Sophie Smith Holly Lincoln-Smith Jane Moran Bronwen Knox Rowena Webster Kate Gynther Glencora Ralph Ashleigh Southern Melissa Rippon Nicola Zagame Alicia McCormack                                 | bat la Hongrie 13-11 (a.p.)             | 9 août     |

| Sport              | Médaille d'or, Jeux olympiques | Médaille d'argent, Jeux olympiques | Médaille de bronze, Jeux olympiques | Total |
| Athlétisme         | 2                              | 1                                  | 0                                   | 3     |
| Aviron             | 0                              | 3                                  | 2                                   | 5     |
| Basket-ball        | 0                              | 0                                  | 1                                   | 1     |
| BMX                | 0                              | 1                                  | 0                                   | 1     |
| Canoë-kayak        | 1                              | 1                                  | 0                                   | 2     |
| Cyclisme sur piste | 1                              | 1                                  | 3                                   | 5     |
| Hockey sur gazon   | 0                              | 0                                  | 1                                   | 1     |
| Natation           | 1                              | 6                                  | 3                                   | 10    |
| Plongeon           | 0                              | 1                                  | 0                                   | 1     |
| Triathlon          | 0                              | 0                                  | 1                                   | 1     |
| Voile              | 3                              | 1                                  | 0                                   | 4     |
| Water-polo         | 0                              | 0                                  | 1                                   | 1     |
| Total              | 8                              | 15                                 | 12                                  | 35    |

| Jour       | Médaille d'or, Jeux olympiques | Médaille d'argent, Jeux olympiques | Médaille de bronze, Jeux olympiques | Total |
| 28 juillet | 1                              | 0                                  | 0                                   | 1     |
| 29 juillet | 0                              | 1                                  | 1                                   | 2     |
| 30 juillet | 0                              | 1                                  | 0                                   | 1     |
| 31 juillet | 0                              | 1                                  | 1                                   | 2     |
| 1er août   | 0                              | 3                                  | 0                                   | 3     |
| 2 août     | 0                              | 1                                  | 1                                   | 2     |
| 3 août     | 0                              | 2                                  | 1                                   | 3     |
| 4 août     | 0                              | 3                                  | 3                                   | 6     |
| 5 août     | 0                              | 0                                  | 0                                   | 0     |
| 6 août     | 1                              | 0                                  | 1                                   | 2     |
| 7 août     | 2                              | 0                                  | 1                                   | 3     |
| 8 août     | 1                              | 0                                  | 0                                   | 1     |
| 9 août     | 1                              | 1                                  | 1                                   | 3     |
| 10 août    | 1                              | 1                                  | 0                                   | 2     |
| 11 août    | 0                              | 2                                  | 2                                   | 4     |
| 12 août    | 0                              | 0                                  | 0                                   | 0     |

## Athlétisme
Les athlètes de l'Australie ont atteint les minima de qualification dans les épreuves d'athlétisme suivantes (pour chaque épreuve, un pays peut engager trois athlètes à condition qu'ils aient réussi chacun les minima A de qualification, un seul athlète par nation est inscrit sur la liste de départ si seuls les minima B sont réussis), :
Légende
- Note : le rang attribué pour les courses correspond au classement de l'athlète dans sa série uniquement.
- Q = Qualifié pour le tour suivant
- q = Qualifié au temps pour le tour suivant (pour les courses) ou qualifié sans avoir atteint les minima requis (lors des concours)
- NR = Record national
- N/A = Tour non-disputé pour cette épreuve

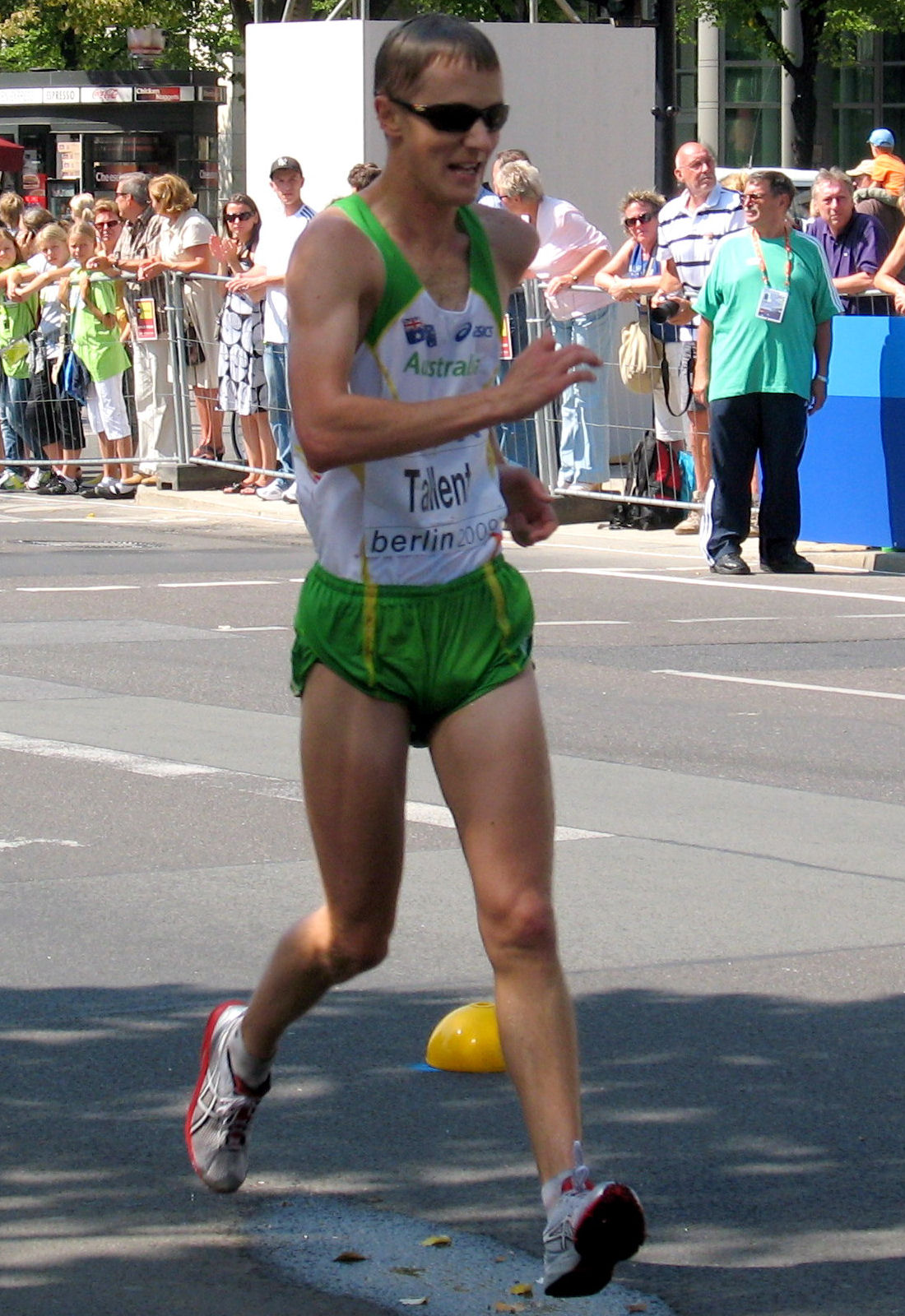
Jared Tallent remporte la médaille d'argent sur 50 km marche hommes.

Hommes
Courses
| Athlète                                                   | Épreuve         | Séries         | Séries | Demi-finales  | Demi-finales | Finale          | Finale                             |
| Athlète                                                   | Épreuve         | Résultat       | Rang   | Résultat      | Rang         | Résultat        | Rang                               |
| --------------------------------------------------------- | --------------- | -------------- | ------ | ------------- | ------------ | --------------- | ---------------------------------- |
| Youcef Abdi                                               | 3 000 m steeple | 8 min 29 s 81  | 6      | NC            | NC           | Pas qualifié    | Pas qualifié                       |
| Luke Adams                                                | 50 km marche    | NC             | NC     | NC            | NC           | 3 h 53 min 41 s | 26                                 |
| Collis Birmingham                                         | 5 000 m         | 13 min 50 s 39 | 17     | NC            | NC           | Pas qualifié    | Pas qualifié                       |
| Brendan Cole                                              | 400 m haies     | 49 s 24        | 2 Q    | 49 s 55       | 5            | Pas qualifié    | Pas qualifié                       |
| Nathan Deakes                                             | 50 km marche    | NC             | NC     | NC            | NC           | 3 h 48 min 45 s | 22                                 |
| Martin Dent                                               | Marathon        | NC             | NC     | NC            | NC           | 2 h 14 min 10 s | 28                                 |
| Chris Erickson                                            | 20 km marche    | NC             | NC     | NC            | NC           | 1 h 24 min 19 s | 38                                 |
| Ryan Gregson                                              | 1 500 m         | 3 min 38 s 54  | 9 q    | 3 min 51 s 86 | 12           | Pas qualifié    | Pas qualifié                       |
| Jeffrey Hunt                                              | Marathon        | NC             | NC     | NC            | NC           | 2 h 22 min 59 s | 63                                 |
| David McNeill                                             | 5 000 m         | 13 min 45 s 88 | 13     | NC            | NC           | Pas qualifié    | Pas qualifié                       |
| Craig Mottram                                             | 5 000 m         | 13 min 40 s 24 | 16     | NC            | NC           | Pas qualifié    | Pas qualifié                       |
| Jeff Riseley                                              | 800 m           | 1 min 46 s 99  | 5      | Pas qualifié  | Pas qualifié | Pas qualifié    | Pas qualifié                       |
| Adam Rutter                                               | 20 km marche    | NC             | NC     | NC            | NC           | Abd             | Abd                                |
| Michael Shelley                                           | Marathon        | NC             | NC     | NC            | NC           | 2 h 14 min 10 s | 16                                 |
| Steven Solomon                                            | 400 m           | 45 s 18        | 1 Q    | 44 s 97       | 3 q          | 45 s 14         | 8                                  |
| Ben St. Lawrence                                          | 10 000 m        | NC             | NC     | NC            | NC           | 28 min 32 s 67  | 20                                 |
| Jared Tallent                                             | 20 km marche    | NC             | NC     | NC            | NC           | 1 h 20 min 02 s | 7                                  |
| Jared Tallent                                             | 50 km marche    | NC             | NC     | NC            | NC           | 3 h 36 min 53 s | Médaille d'argent, Jeux olympiques |
| Tristan Thomas                                            | 400 m haies     | 49 s 13        | 4 q    | 50 s 55       | 7            | Pas qualifié    | Pas qualifié                       |
| Anthony Alozie Andrew McCabe Isaac Ntiamoah Josh Ross     | 4 × 100 m       | 38 s 17        | 5 q    | NC            | NC           | 38 s 43         | 7                                  |
| Joel Milburn Ben Offereins Steven Solomon John Steffensen | 4 × 400 m       | 3 min 03 s 17  | 5      | NC            | NC           | Pas qualifié    | Pas qualifié                       |

- Note : Tim Leathart était sélectionné dans l'équipe du relais messieurs du 4 × 100 mètres, mais il n'a pas participé.

Concours
| Athlète          | Épreuve           | Qualification | Qualification | Finale       | Finale                             |
| Athlète          | Épreuve           | Distance      | Rang          | Distance     | Rang                               |
| ---------------- | ----------------- | ------------- | ------------- | ------------ | ---------------------------------- |
| Jarrod Bannister | Lancer du javelot | 77,38 m       | 13            | Pas qualifié | Pas qualifié                       |
| Henry Frayne     | Saut en longueur  | 7,95 m        | 11 Q          | 7,85 m       | 9                                  |
| Henry Frayne     | Triple saut       | 16,40 m       | 17            | Pas qualifié | Pas qualifié                       |
| Benn Harradine   | Lancer du disque  | 64,00 m       | 9 q           | 63,59 m      | 9                                  |
| Steve Hooker     | Saut à la perche  | 5,50 m        | 9 q           | NM           | –                                  |
| Scott Martin     | Lancer du disque  | 62,14 m       | 19            | Pas qualifié | Pas qualifié                       |
| Dale Stevenson   | Lancer du poids   | 19,17 m       | 26            | Pas qualifié | Pas qualifié                       |
| Mitchell Watt    | Saut en longueur  | 7,99 m        | 9 Q           | 8,16 m       | Médaille d'argent, Jeux olympiques |
| Julian Wruck     | Lancer du disque  | 60,08 m       | 28            | Pas qualifié | Pas qualifié                       |

Femmes
Courses
| Athlète          | Épreuve         | Séries        | Séries | Quarts de finale | Quarts de finale | Demi-finales  | Demi-finales  | Finale          | Finale                         |
| Athlète          | Épreuve         | Résultat      | Rang   | Résultat         | Rang             | Résultat      | Rang          | Résultat        | Rang                           |
| ---------------- | --------------- | ------------- | ------ | ---------------- | ---------------- | ------------- | ------------- | --------------- | ------------------------------ |
| Lauren Boden     | 400 m haies     | 56 s 27       | 5 q    | NC               | NC               | 56 s 66       | 8             | Pas qualifiée   | Pas qualifiée                  |
| Melissa Breen    | 100 m           | exempt        | exempt | 11 s 34          | 6                | Pas qualifiée | Pas qualifiée | Pas qualifiée   | Pas qualifiée                  |
| Zoe Buckman      | 1 500 m         | 4 min 07 s 83 | 8 q    | NC               | NC               | 4 min 05 s 03 | 10            | Pas qualifiée   | Pas qualifiée                  |
| Genevieve LaCaze | 3 000 m steeple | 9 min 37 s 90 | 9      | NC               | NC               | NC            | NC            | Pas qualifiée   | Pas qualifiée                  |
| Regan Lamble     | 20 km marche    | NC            | NC     | NC               | NC               | NC            | NC            | 1 h 30 min 08 s | 17                             |
| Beki Lee         | 20 km marche    | NC            | NC     | NC               | NC               | NC            | NC            | 1 h 32 min 14 s | 28                             |
| Kaila McKnight   | 1 500 m         | 4 min 13 s 80 | 5 Q    | NC               | NC               | 4 min 08 s 44 | 12            | Pas qualifiée   | Pas qualifiée                  |
| Sally Pearson    | 100 m haies     | 12 s 57       | 1 Q    | NC               | NC               | 12 s 39       | 1 Q           | 12 s 35 OR      | Médaille d'or, Jeux olympiques |
| Claire Tallent   | 20 km marche    | NC            | NC     | NC               | NC               | NC            | NC            | DSQ             | DSQ                            |
| Jessica Trengove | Marathon        | NC            | NC     | NC               | NC               | NC            | NC            | 2 h 31 min 17 s | 39                             |
| Lisa Weightman   | Marathon        | NC            | NC     | NC               | NC               | NC            | NC            | 2 h 27 min 32 s | 17                             |
| Eloise Wellings  | 10 000 m        | NC            | NC     | NC               | NC               | NC            | NC            | 32 min 25 s 43  | 21                             |
| Benita Willis    | Marathon        | NC            | NC     | NC               | NC               | NC            | NC            | 2 h 49 min 38 s | 100                            |

Concours
| Athlète          | Épreuve           | Qualification | Qualification | Finale        | Finale        |
| Athlète          | Épreuve           | Distance      | Rang          | Distance      | Rang          |
| ---------------- | ----------------- | ------------- | ------------- | ------------- | ------------- |
| Alana Boyd       | Saut à la perche  | 4,55 m        | 11 Q          | 4,30 m        | 11            |
| Kim Mickle       | Lancer du javelot | 59,23 m       | 17            | Pas qualifiée | Pas qualifiée |
| Kathryn Mitchell | Lancer du javelot | 60,11 m       | 12 q          | 59,46 m       | 9             |
| Liz Parnov       | Saut à la perche  | NM            | –             | Pas qualifié  | Pas qualifié  |
| Dani Samuels     | Lancer du disque  | 63,97 m       | 7 Q           | 60,40 m       | 12            |

## Aviron
FA : qualifié pour la finale A (médaille) ; FB : qualifié pour la finale B (pas de médaille) ; SA/B : qualifié pour les demi-finales A ou B ; QF : qualifié pour les quarts de finale ; R : qualifié pour les repêchages
Hommes
| Athlète | Compétition                      | Séries           | Séries | Repêchage     | Repêchage | Demi-finales  | Demi-finales | Finales       | Finales                             |
| Athlète | Compétition                      | Temps            | Rang   | Temps         | Rang      | Temps         | Rang         | Temps         | Rang                                |
| --- | -------------------------------- | ---------------- | ------ | ------------- | --------- | ------------- | ------------ | ------------- | ----------------------------------- |
| Brodie Buckland James Marburg                                                                                            | Deux sans barreur                | 6 min 24 s 83    | 2 SA/B | exempt        | exempt    | 7 min 02 s 12 | 3FA          | 7 min 02 s 12 | 5                                   |
| Scott Brennan David Crawshay                                                                                             | Deux de couple                   | 6 min 21 s 25    | 4 R    | 25 June 2036  | 1 SA/B    | 6 min 23 s 47 | 5 FB         | 6 min 22 s 19 | 8                                   |
| Rod Chisholm Tom Gibson                                                                                                  | Deux de couple poids légers      | 6 min 47 s 33    | 3 R    | 6 min 34 s 29 | 3 SA/B    | 7 min 06 s 24 | 1 FA         | 6 min 44 s 40 | 13                                  |
| James Chapman Josh Dunkley-Smith Drew Ginn William Lockwood                                                              | Quatre sans barreur              | 5 min 47 s 06 OR | 1 SA/B | exempt        | exempt    | 5 min 59 s 23 | 2 FA         | 6 min 05 s 19 | Médaille d'argent, Jeux olympiques  |
| Karsten Forsterling James McRae Chris Morgan Daniel Noonan                                                               | Quatre de couple                 | 5 min 41 s 56    | 3 SA/B | exempt        | exempt    | 6 min 05 s 45 | 2 FA         | 5 min 45 s 22 | Médaille de bronze, Jeux olympiques |
| Samuel Beltz Ben Cureton Anthony Edwards Todd Skipworth                                                                  | Quatre sans barreur poids légers | 5 min 55 s 18    | 2 SA/B | exempt        | exempt    | 6 min 05 s 31 | 3 FA         | 6 min 04 s 05 | 4                                   |
| Josh Booth Bryn Coudraye Francis Hegerty Tobias Lister Sam Loch Cameron McKenzie-McHarg Nick Purnell Matt Ryan Tom Swann | Huit                             | 5 min 32 s 43    | 2 R    | 5 min 28 s 67 | 4 FA      | NC            | NC           | 5 min 51 s 87 | 6                                   |

Femmes
| Athlète | Compétition                 | Séries        | Séries | Repêchage     | Repêchage | Quarts de finale | Quarts de finale | Demi-finales  | Demi-finales | Finales       | Finales                             |
| Athlète | Compétition                 | Temps         | Rang   | Temps         | Rang      | Temps            | Rang             | Temps         | Rang         | Temps         | Rang                                |
| --- | --------------------------- | ------------- | ------ | ------------- | --------- | ---------------- | ---------------- | ------------- | ------------ | ------------- | ----------------------------------- |
| Kim Crow | Skiff                       | 7 min 41 s 18 | 1 QF   | exempt        | exempt    | 7 min 34 s 29    | 1 SA/B           | 7 min 44 s 69 | 2 FA         | 7 min 58 s 04 | Médaille de bronze, Jeux olympiques |
| Kate Hornsey Sarah Tait | Deux sans barreur           | 7 min 01 s 60 | 1 FA   | exempt        | exempt    | NC               | NC               | NC            | NC           | 7 min 29 s 86 | Médaille d'argent, Jeux olympiques  |
| Kim Crow Brooke Pratley | Deux de couple              | 6 min 48 s 80 | 1 FA   | exempt        | exempt    | NC               | NC               | NC            | NC           | 6 min 58 s 55 | Médaille d'argent, Jeux olympiques  |
| Hannah Every-Hall Bronwen Watson | Deux de couple poids légers | 7 min 05 s 30 | 2 SA/B | exempt        | exempt    | NC               | NC               | 7 min 12 s 35 | 3 FA         | 7 min 20 s 68 | 5                                   |
| Amy Clay Dana Faletic Pauline Frasca Kerry Hore                                                                                           | Quatre de couple            | 6 min 17 s 52 | 2 R    | 6 min 18 s 80 | 1 FA      | NC               | NC               | NC            | NC           | 6 min 41 s 67 | 4                                   |
| Renee Chatterton Sarah Cook Tess Gerrand Alexandra Hagan Sally Kehoe Elizabeth Patrick Robyn Selby Smith Phoebe Stanley Hannah Vermeersch | Huit                        | 6 min 20 s 89 | 2 R    | 6 min 18 s 63 | 3 FA      | NC               | NC               | NC            | NC           | 6 min 18 s 86 | 6                                   |

## Badminton
| Athlète                   | Compétition      | Phase de groupe                            | Phase de groupe                               | Phase de groupe                                    | Phase de groupe | 8e de finale     | Quarts de finale                            | Demi-finales     | Finale           | Finale         |
| Athlète                   | Compétition      | Adversaire Score                           | Adversaire Score                              | Adversaire Score                                   | Rang            | Adversaire Score | Adversaire Score                            | Adversaire Score | Adversaire Score | Rang           |
| ------------------------- | ---------------- | ------------------------------------------ | --------------------------------------------- | -------------------------------------------------- | --------------- | ---------------- | ------------------------------------------- | ---------------- | ---------------- | -------------- |
| Ross Smith Glenn Warfe    | Double messieurs | Cai Y / Fu Hf (CHN) Perdent 11–21, 17–21   | Fang C-m / Lee S-m (TPE) Perdent 14–21, 13–21 | Kindervater / Schöttler (GER) Perdent 13–21, 14–21 | 4               | NC               | Pas qualifiés                               | Pas qualifiés    | Pas qualifiés    | Pas qualifiés  |
| Victoria Na               | Simple dames     | Gu (SIN) Perd 10–21, 7–21                  | Fašungová (SVK) Gagne 21–12, 21–18            | NC                                                 | 2               | Pas qualifiée    | Pas qualifiée                               | Pas qualifiée    | Pas qualifiée    | Pas qualifiée  |
| Leanne Choo Renuga Veeran | Double dames     | Jauhari / Polii Perdent 11–21, 22–20, 7–21 | Edwards / Viljoen Gagnent 21–9, 21–7          | Ha J-e / Kim M-j (KOR) Perdent 21–7, 21–19         | 1 Q*            | NC               | Bruce / Li (CAN) Perdent 9–21, 21–18, 18–21 | Pas qualifiées   | Pas qualifiées   | Pas qualifiées |

* Après les disqualifications des doubles coréens et indonésiens.

## Basket-ball
L'Australie a qualifié ses deux équipes de basket-ball.

### Tournoi masculin
Classement
| # | Équipe          | Pts | G | P | PP  | PC  | Diff | GAP |
| - | --------------- | --- | - | - | --- | --- | ---- | --- |
| 1 | Russie          | 9   | 4 | 1 | 400 | 359 | +41  | +1  |
| 2 | Brésil          | 9   | 4 | 1 | 402 | 349 | +53  | -1  |
| 3 | Espagne         | 8   | 3 | 2 | 414 | 394 | +20  | +12 |
| 4 | Australie       | 8   | 3 | 2 | 410 | 373 | +37  | -12 |
| 5 | Grande-Bretagne | 6   | 1 | 4 | 380 | 405 | -25  |     |
| 6 | Chine           | 5   | 0 | 5 | 313 | 439 | -126 |     |

|  | Qualifié pour les quarts de finale |
|  | Pts points ; G victoires ; P défaites PP points marqués ; PC points encaissés ; Diff différence de points ; GAP goal avérage particulier |

Matchs
| 29 juillet   | Brésil | 75-71   | Australie | Basketball Arena, Londres     |                               |
| 11 h 15 CEST |        | (36-35) |           | Arbitrage : Guerrino Cerebuch | Arbitrage : Guerrino Cerebuch |

| 31 juillet   | Australie | 70-82   | Espagne | Basketball Arena, Londres   |                             |
| 11 h 15 CEST |           | (32-37) |         | Arbitrage : Carl Jungebrand | Arbitrage : Carl Jungebrand |

| 2 août       | Australie | 81-61   | Chine | Basketball Arena, Londres  |                            |
| 11 h 15 CEST |           | (49-33) |       | Arbitrage : Recep Ankaralı | Arbitrage : Recep Ankaralı |

| 4 août       | Grande-Bretagne | 75-106  | Australie | Basketball Arena, Londres |                          |
| 20 h 00 CEST |                 | (46-36) |           | Arbitrage : Arteaga Juan  | Arbitrage : Arteaga Juan |

| 6 août      | Australie | 82-80   | Russie | Basketball Arena, Londres   |                             |
| 9 h 00 CEST |           | (46-45) |        | Arbitrage : Jungebrand Carl | Arbitrage : Jungebrand Carl |

Quart de finale
| 8 août       | États-Unis | 119 - 86  | Australie | North Greenwich Arena, Londres |                            |
| 22 h 15 CEST |            | (56 - 42) |           | Arbitrage : Luigi Lamonica     | Arbitrage : Luigi Lamonica |

### Tournoi féminin
Classement
| # | Équipe          | Pts | G | P | PP  | PC  | Diff |
| - | --------------- | --- | - | - | --- | --- | ---- |
| 1 | France          | 10  | 5 | 0 | 356 | 319 | +37  |
| 2 | Australie       | 9   | 4 | 1 | 353 | 322 | +31  |
| 3 | Russie          | 8   | 3 | 2 | 314 | 308 | +6   |
| 4 | Canada          | 7   | 2 | 3 | 328 | 332 | -4   |
| 5 | Brésil          | 6   | 1 | 4 | 329 | 354 | -25  |
| 6 | Grande-Bretagne | 5   | 0 | 5 | 327 | 372 | -45  |

|  | Qualifié pour les quarts de finale                                                                        |
|  | Pts points ; G victoires ; P défaites PP points marqués ; PC points encaissés ; Diff différence de points |

Matchs
| 28 juillet   | Australie | 74 - 58   | Grande-Bretagne | Basketball Arena, Londres |  |
| 22 h 15 CEST |           | (39 - 26) |                 |                           |  |

| 30 juillet   | France | 74 - 70 (a-p) | Australie | Basketball Arena, Londres |  |
| 14 h 30 CEST |        | (28 - 27)     |           |                           |  |

| 1er août     | Australie | 67 - 61   | Brésil | Basketball Arena, Londres |  |
| 14 h 30 CEST |           | (31 - 18) |        |                           |  |

| 3 août       | Russie | 66 - 70   | Australie | Basketball Arena, Londres |  |
| 11 h 15 CEST |        | (30 - 32) |           |                           |  |

| 5 août       | Canada | 63 - 72   | Australie | Basketball Arena, Londres |  |
| 14 h 30 CEST |        | (22 - 35) |           |                           |  |

Quart de finale
| 7 août       | Australie | 75 - 60   | Chine | North Greenwich Arena, Londres |  |
| 16 h 15 CEST |           | (35 - 36) |       |                                |  |

Demi-finale
| 9 août       | Australie | 73 - 86   | États-Unis | North Greenwich Arena, Londres |  |
| 17 h 00 CEST |           | (47 - 43) |            |                                |  |

Match pour la médaille de bronze
| 11 août      | Australie | 83 - 74   | Russie | North Greenwich Arena, Londres |  |
| 17 h 00 CEST |           | (38 - 30) |        |                                |  |

## Boxe
Hommes
| Athlète         | Compétition           | 1/16 de finale             | 1/8 de finale               | Quarts de finale           | Demi-finales        | Finale              | Finale       |
| Athlète         | Compétition           | Adversaire Résultat        | Adversaire Résultat         | Adversaire Résultat        | Adversaire Résultat | Adversaire Résultat | Rang         |
| --------------- | --------------------- | -------------------------- | --------------------------- | -------------------------- | ------------------- | ------------------- | ------------ |
| Billy Ward      | Mi-mouches (-49 kg)   | Veitia (CUB) Perd 4–26     | Pas qualifié                | Pas qualifié               | Pas qualifié        | Pas qualifié        | Pas qualifié |
| Jackson Woods   | Mouches (-52 kg)      | Brahimi (ALG) Perd 12–14   | Pas qualifié                | Pas qualifié               | Pas qualifié        | Pas qualifié        | Pas qualifié |
| Ibrahim Balla   | Coqs (-56 kg)         | Lbida (MAR) Gagne 16–16 DC | Dalakliev (BUL) Perd 10–14  | Pas qualifié               | Pas qualifié        | Pas qualifié        | Pas qualifié |
| Luke Jackson    | Légers (-60 kg)       | Liu Q (CHN) Perd 7–20      | Pas qualifié                | Pas qualifié               | Pas qualifié        | Pas qualifié        | Pas qualifié |
| Jeff Horn       | Super-légers (-64 kg) | Choombe (ZAM) Gagne 19–5   | Houya (TUN) Gagne 17–11     | Berinchyk (UKR) Perd 13–21 | Pas qualifié        | Pas qualifié        | Pas qualifié |
| Cameron Hammond | Welters (-69 kg)      | Hima (NIG) Gagne 13–6      | Clayton (CAN) Perd 11–14    | Pas qualifié               | Pas qualifié        | Pas qualifié        | Pas qualifié |
| Jesse Ross      | Moyens (-75 kg)       | Rahou (ALG) Perd 11–13     | Pas qualifié                | Pas qualifié               | Pas qualifié        | Pas qualifié        | Pas qualifié |
| Damien Hooper   | Mi-lourds (-81 kg)    | Browne (USA) Gagne 13–11   | Mekhontsev (RUS) Perd 11–19 | Pas qualifié               | Pas qualifié        | Pas qualifié        | Pas qualifié |
| Jai Opetaia     | Lourds (-91 kg)       | NC                         | Mammadov (AZE) Perd 11–12   | Pas qualifié               | Pas qualifié        | Pas qualifié        | Pas qualifié |
| Johan Linde     | Super-lourds (+91 kg) | NC                         | Zhang Zl (CHN) Perd RSC     | Pas qualifié               | Pas qualifié        | Pas qualifié        | Pas qualifié |

Femmes
| Athlète                 | Compétition           | 1/8 de finale            | Quarts de finale    | Demi-finales        | Finale              | Finale        |
| Athlète                 | Compétition           | Adversaire Résultat      | Adversaire Résultat | Adversaire Résultat | Adversaire Résultat | Rang          |
| ----------------------- | --------------------- | ------------------------ | ------------------- | ------------------- | ------------------- | ------------- |
| Naomi Fischer-Rasmussen | Poids moyens (-75 kg) | Laurell (SWE) Perd 17–24 | Pas qualifiée       | Pas qualifiée       | Pas qualifiée       | Pas qualifiée |

## Canoë-kayak

### Course en ligne
L'Australie a qualifié les bateaux suivants pour les épreuves de course en ligne :
S : qualifié pour les demi-finales ; FA : qualifié pour la finale A ; FB : qualifié pour la finale B
Hommes
| Athlète                                          | Compétition  | Éliminatoires  | Éliminatoires | Demi-finales   | Demi-finales | Finale         | Finale                         |
| Athlète                                          | Compétition  | Temps          | Rang          | Temps          | Rang         | Temps          | Rang                           |
| ------------------------------------------------ | ------------ | -------------- | ------------- | -------------- | ------------ | -------------- | ------------------------------ |
| Jake Donaghey                                    | C1 – 1 000 m | 4 min 21 s 928 | 4 S           | 4 min 26 s 202 | 6 FB         | 4 min 22 s 005 | 12                             |
| Sebastian Marczak                                | C1 – 200 m   | 42 s 845       | 5 S           | 43 s 441       | 6            | Pas qualifié   | Pas qualifié                   |
| Murray Stewart                                   | K1 – 200 m   | 37 s 202       | 6             | Pas qualifié   | Pas qualifié | Pas qualifié   | Pas qualifié                   |
| Murray Stewart                                   | K1 – 1 000 m | 3 min 32 s 768 | 6 S           | 3 min 32 s 975 | 6 FB         | 3 min 40 s 834 | 16                             |
| Jake Donaghey Alexander Haas                     | C2 – 1 000 m | 3 min 52 s 589 | 6 S           | 3 min 52 s 018 | 5 FB         | 3 min 50 s 782 | 11                             |
| Stephen Bird Jesse Phillips                      | K2 – 200 m   | 34 s 120       | 4 S           | 34 s 071       | 4 FA         | 35 s 315       | 6                              |
| Murray Stewart Ken Wallace                       | K2 – 1 000 m | 3 min 19 s 073 | 2 S           | 3 min 13 s 239 | 2 FA         | 3 min 11 s 456 | 4                              |
| Jacob Clear Dave Smith Tate Smith Murray Stewart | K4 – 1 000 m | 2 min 59 s 789 | 3 S           | 2 min 52 s 505 | 1 FA         | 2 min 55 s 085 | Médaille d'or, Jeux olympiques |

Femmes
| Athlète                                                     | Compétition | Éliminatoires  | Éliminatoires | Demi-finales   | Demi-finales | Finale         | Finale         |
| Athlète                                                     | Compétition | Temps          | Rang          | Temps          | Rang         | Temps          | Rang           |
| ----------------------------------------------------------- | ----------- | -------------- | ------------- | -------------- | ------------ | -------------- | -------------- |
| Alana Nicholls                                              | K1 – 200 m  | 42 s 453       | 2 S           | 41 s 595       | 4 FB         | 45 s 819       | 16             |
| Alana Nicholls                                              | K1 – 500 m  | 1 min 53 s 823 | 2 S           | 1 min 52 s 224 | 5 FB         | 1 min 59 s 033 | 16             |
| Naomi Flood Lyndsie Fogarty                                 | K2 – 500 m  | 1 min 46 s 554 | 4 S           | 1 min 45 s 372 | 7 FB         | 1 min 47 s 650 | 12             |
| Jo Brigden-Jones Hannah Davis Lyndsie Fogarty Rachel Lovell | K4 – 500 m  | 1 min 41 s 794 | 6 S           | 1 min 33 s 671 | 6            | Pas qualifiées | Pas qualifiées |

### Slalom

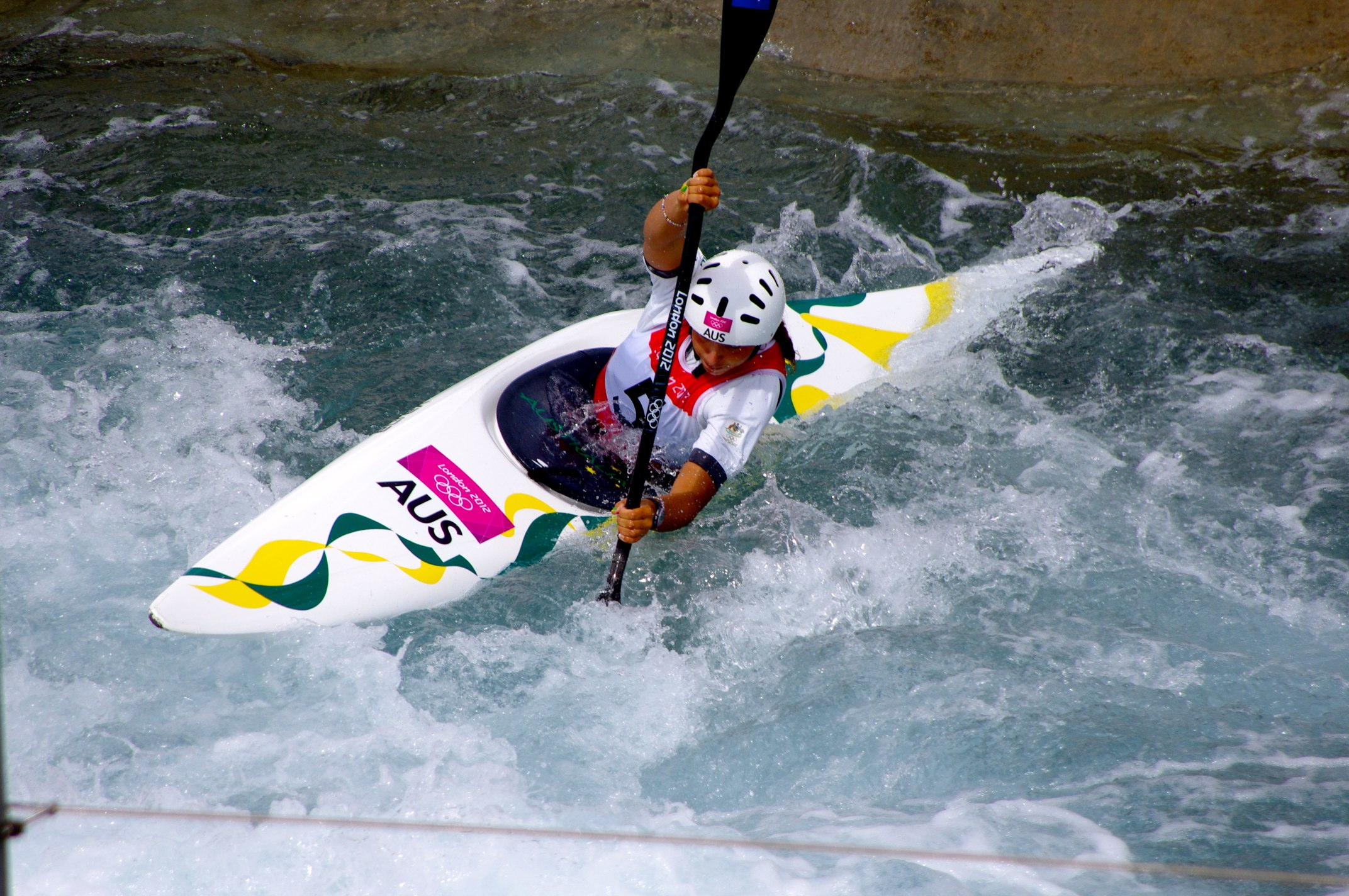
Jessica Fox

L'Australie a qualifié des bateaux pour les épreuves suivantes :
| Warwick Draper            | K1 hommes | 95 s 20  | 16 | 95 s 08  | 16 | 95 s 08  | 18   | Pas qualifié | Pas qualifié | Pas qualifié | Pas qualifié                       |              |              |
| Kynan Maley               | C1 hommes | 96 s 07  | 6  | 96 s 68  | 9  | 96 s 07  | 12 Q | 105 s 49     | 8 Q          | 107 s 08     | 6                                  |              |              |
| Kynan Maley Robin Jeffery | C2 hommes | 113 s 96 | 13 | 107 s 47 | 7  | 107 s 47 | 10 Q | 162 s 14     | 10           | Pas qualifié | Pas qualifié                       | Pas qualifié | Pas qualifié |
| Jessica Fox               | K1 femmes | 165 s 36 | 18 | 100 s 33 | 2  | 100 s 33 | 4 Q  | 112 s 63     | 8 Q          | 106 s 51     | Médaille d'argent, Jeux olympiques |              |              |

## Cyclisme

### Cyclisme sur route
En cyclisme sur route, l'Australie a qualifié cinq hommes et trois femmes.
L'équipe masculine est composée de Stuart O'Grady, Cadel Evans, Simon Gerrans, Michael Rogers et Matthew Goss. Ce dernier est le seul à disputer ses premiers Jeux olympiques, tandis que Stuart O'Grady honore sa sixième participation. Les cinq coureurs disputent la course en ligne. Cadel Evans et Michael Rogers prennent également part au contre-la-montre.
L'équipe féminine est composée de Shara Gillow, Chloe Hosking et Amanda Spratt. Shara Gillow dispute le contre-la-montre et la course en ligne.
Hommes
| Athlète        | Compétition      | Temps           | Rang        |
| -------------- | ---------------- | --------------- | ----------- |
| Cadel Evans    | Course en ligne  | 5 h 46 min 37 s | 80e         |
| Cadel Evans    | Contre-la-montre | Non-partant     | Non-partant |
| Simon Gerrans  | Course en ligne  | 5 h 46 min 37 s | 83e         |
| Matthew Goss   | Course en ligne  | 5 h 46 min 37 s | 85e         |
| Stuart O'Grady | Course en ligne  | 5 h 46 min 05 s | 6e          |
| Michael Rogers | Course en ligne  | 5 h 46 min 37 s | 91e         |
| Michael Rogers | Contre-la-montre | 52 min 51 s 39  | 6e          |

Femmes
| Athlète       | Compétition      | Temps           | Rang        |
| ------------- | ---------------- | --------------- | ----------- |
| Shara Gillow  | Course en ligne  | 3 h 37 min 22 s | 39e         |
| Shara Gillow  | Contre-la-montre | 40 min 25 s 03  | 13e         |
| Chloe Hosking | Course en ligne  | Hors délais     | Hors délais |
| Amanda Spratt | Course en ligne  | Hors délais     | Hors délais |

### Cyclisme sur piste
Vitesse par équipes
| Athlète                                         | Compétition                | Qualification                        | Qualification | Premier tour                          | Premier tour | Finale                               | Finale                              |
| Athlète                                         | Compétition                | Adversaire Temps Vitesse (km/h)      | Rang          | Adversaire Temps Vitesse (km/h)       | Rang         | Adversaire Temps Vitesse (km/h)      | Rang                                |
| ----------------------------------------------- | -------------------------- | ------------------------------------ | ------------- | ------------------------------------- | ------------ | ------------------------------------ | ----------------------------------- |
| Matthew Glaetzer Shane Perkins Scott Sunderland | Vitesse par équipes hommes | France 43 s 377 62,244 km/h          | 3 Q           | Chine Gagnent 43 s 261 62,411 km/h    | 4 Q          | Allemagne L 43 s 355 62,276 km/h     | 4                                   |
| Anna Meares Kaarle McCulloch                    | Vitesse par équipes femmes | Grande-Bretagne 32 s 825 54,836 km/h | 4 Q           | Pays-Bas Gagnent 32 s 806 54,868 km/h | 3 Q          | Ukraine Gagnent 32 s 727 55,000 km/h | Médaille de bronze, Jeux olympiques |

Vitesse
| Athlète       | Compétition                 | Qualification        | Qualification | Séries                                 | Séries                                   | Quarts de finale                       | Demi-finales                         | Finale                                   | Finale                              |
| Athlète       | Compétition                 | Temps Vitesse (km/h) | Rang          | Adversaire Temps Vitesse (km/h)        | Adversaire Temps Vitesse (km/h)          | Adversaire Temps Vitesse (km/h)        | Adversaire Temps Vitesse (km/h)      | Adversaire Temps Vitesse (km/h)          | Rang                                |
| ------------- | --------------------------- | -------------------- | ------------- | -------------------------------------- | ---------------------------------------- | -------------------------------------- | ------------------------------------ | ---------------------------------------- | ----------------------------------- |
| Shane Perkins | Vitesse individuelle hommes | 9 s 987 72,093 km/h  | 3             | Mazquiaran Gagne 10 s 722 67,151 km/h  | Canelón (VEN) Gagne 10 s 978 65,585 km/h | Watkins (USA) Gagne 10 s 520, 10 s 263 | Baugé (FRA) Perd 10 s 358, 10 s 268  | Phillip (TRI) Gagne 10 s 489, 10 s 297   | Médaille de bronze, Jeux olympiques |
| Anna Meares   | Vitesse individuelle femmes | 10 s 805 66,635 km/h | 2             | Maeda (JPN) Gagne 11 s 800 61,016 km/h | Sullivan Gagne 11 s 566 62,251 km/h      | Shulika (UKR) Gagne 11 s 465, 11 s 573 | Guo S (CHN) Gagne 11 s 683, 11 s 284 | Pendleton (GBR) Gagne 11 s 218, 11 s 348 | Médaille d'or, Jeux olympiques      |

Keirin
| Athlète          | Compétition   | 1er tour | Repêchage | 2e tour | Finale |
| Athlète          | Compétition   | Rang     | Rang      | Rang    | Rang   |
| ---------------- | ------------- | -------- | --------- | ------- | ------ |
| Scott Sunderland | Keirin hommes | 5 R      | 3 Q       | 3 Q     | 5      |
| Anna Meares      | Keirin femmes | 2 Q      | NC        | 1 Q     | 5      |

Poursuite
| Athlète                                                    | Compétition                  | Qualification  | Qualification | Demi-finales                    | Demi-finales | Finale                         | Finale                             |
| Athlète                                                    | Compétition                  | Temps          | Rang          | Adversaire Résultat             | Rang         | Adversaire Résultat            | Rang                               |
| ---------------------------------------------------------- | ---------------------------- | -------------- | ------------- | ------------------------------- | ------------ | ------------------------------ | ---------------------------------- |
| Jack Bobridge Rohan Dennis Michael Hepburn Glenn O'Shea    | Poursuite par équipes hommes | 3 min 55 s 694 | 2 Q           | Nouvelle-Zélande 3 min 54 s 317 | 2 Q          | Grande-Bretagne 3 min 54 s 581 | Médaille d'argent, Jeux olympiques |
| Amy Cure Annette Edmondson Melissa Hoskins Josephine Tomic | Poursuite par équipes femmes | 3 min 19 s 719 | 3 Q           | États-Unis 3 min 16 s 935       | 3 Q          | Canada 3 min 18 s 096          | 4                                  |

Omnium
| Athlète           | Compétition   | Tour lancé | Tour lancé | Course aux points | Course aux points | Élimination | Poursuite           | Poursuite | Scratch | Contre-la-montre | Contre-la-montre | Total | Rang                                |
| Athlète           | Compétition   | Temps      | Rang       | Points            | Rang              | Rang        | Adversaire Résultat | Temps     | Rang    | Temps            | Rang             | Total | Rang                                |
| ----------------- | ------------- | ---------- | ---------- | ----------------- | ----------------- | ----------- | ------------------- | --------- | ------- | ---------------- | ---------------- | ----- | ----------------------------------- |
| Glenn O'Shea      | Omnium hommes | 13 s 22    | 3          | 25                | 8                 | 3           | 4 min 24 s 811      | 3         | 14      | 1 min 02 s 513   | 3                | 34    | 5                                   |
| Annette Edmondson | Omnium femmes | 14 s 261   | 3          | 10                | 11                | 3           | 3 min 35 s 958      | 4         | 1       | 35 s 140         | 2                | 24    | Médaille de bronze, Jeux olympiques |

### VTT
| Athlète           | Compétition              | Temps           | Rang |
| ----------------- | ------------------------ | --------------- | ---- |
| Daniel McConnell  | Cross-country VTT hommes | 1 h 33 min 22 s | 21   |
| Rebecca Henderson | Cross-country VTT femmes | 1 h 41 min 35 s | 25   |

### BMX
| Athlète           | Compétition | Qualifications | Qualifications | Quarts de finale | Quarts de finale | Demi-finales | Demi-finales | Finale        | Finale                             |
| Athlète           | Compétition | Résultat       | Rang           | Résultat         | Rang             | Résultat     | Rang         | Résultat      | Rang                               |
| ----------------- | ----------- | -------------- | -------------- | ---------------- | ---------------- | ------------ | ------------ | ------------- | ---------------------------------- |
| Brian Kirkham     | BMX hommes  | 39 s 610       | 22             | 25               | 7                | Pas qualifié | Pas qualifié | Pas qualifié  | Pas qualifié                       |
| Sam Willoughby    | BMX hommes  | 38 s 496       | 6              | 16               | 3 q              | 5            | 1 Q          | 37 s 929      | Médaille d'argent, Jeux olympiques |
| Khalen Young      | BMX hommes  | 39 s 304       | 17             | 19               | 4 q              | 25           | 8            | Pas qualifié  | Pas qualifié                       |
| Caroline Buchanan | BMX femmes  | 38 s 434       | 1              | NC               | NC               | 4            | 1 Q          | 38 s 903      | 5                                  |
| Lauren Reynolds   | BMX femmes  | 40 s 045       | 9              | NC               | NC               | 19           | 8            | Pas qualifiée | Pas qualifiée                      |

## Équitation

### Concours complet

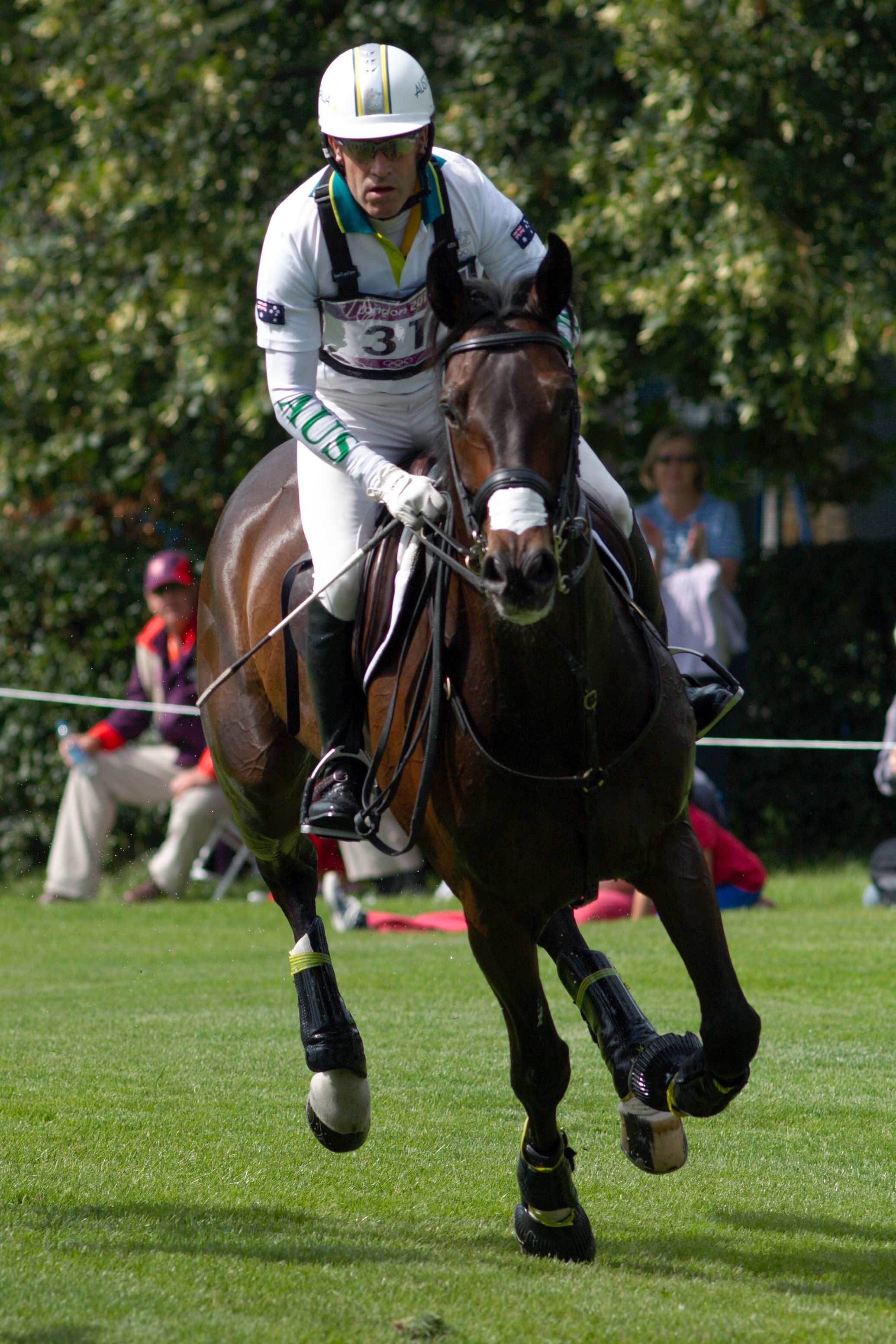
Andrew Hoy participe au concours complet, pour ses septièmes Jeux.

| Athlète                                                                   | Cheval         | Compétition | Dressage  | Dressage | Cross-country | Cross-country | Cross-country | Saut d'obstacles | Saut d'obstacles | Saut d'obstacles | Saut d'obstacles | Saut d'obstacles | Saut d'obstacles | Total        | Total        |
| Athlète                                                                   | Cheval         | Compétition | Dressage  | Dressage | Cross-country | Cross-country | Cross-country | Qualification    | Qualification    | Qualification    | Finale           | Finale           | Finale           | Total        | Total        |
| Athlète                                                                   | Cheval         | Compétition | Pénalités | Rang     | Pénalités     | Total         | Rang          | Pénalités        | Total            | Rang             | Pénalités        | Total            | Rang             | Pénalités    | Rang         |
| ------------------------------------------------------------------------- | -------------- | ----------- | --------- | -------- | ------------- | ------------- | ------------- | ---------------- | ---------------- | ---------------- | ---------------- | ---------------- | ---------------- | ------------ | ------------ |
| Chris Burton                                                              | HP Leilani     | Individuel  | 46,10     | 24       | 0,00          | 46,10         | 1             | 4,00             | 50,10            | 17 Q             | 12,0             | 62,10            | 22               | 62,10        | 16           |
| Clayton Fredericks                                                        | Bendigo        | Individuel  | 40,40     | 10       | Éliminé       | Éliminé       | Éliminé       | Pas qualifié     | Pas qualifié     | Pas qualifié     | Pas qualifié     | Pas qualifié     | Pas qualifié     | Pas qualifié | Pas qualifié |
| Lucinda Fredericks                                                        | Flying Finish  | Individuel  | 40,00     | 7        | 38,00         | 78,00         | 49            | 1,00             | 79,00            | 12               | Pas qualifié     | Pas qualifié     | Pas qualifié     | 79,00        | 35           |
| Sam Griffiths                                                             | Happy Times    | Individuel  | 45,40     | 23       | Éliminé       | Éliminé       | Éliminé       | Pas qualifié     | Pas qualifié     | Pas qualifié     | Pas qualifié     | Pas qualifié     | Pas qualifié     | Pas qualifié | Pas qualifié |
| Andrew Hoy                                                                | Rutherglen     | Individuel  | 41,70     | 13       | 7,60          | 49,30         | 28            | 8,00             | 57,30            | 31 Q             | 0,00             | 57,30            | 1                | 57,30        | 13           |
| Chris Burton Clayton Fredericks Lucinda Fredericks Andrew Hoy Megan Jones | Voir ci-dessus | Par équipes | 122,10    | 2        | 51,30         | 173,40        | 9             | 13,0             | 186,40           | 7                | NC               | NC               | NC               | 186,40       | 6            |

### Dressage
| Athlète                                | Cheval         | Compétition | Grand Prix | Grand Prix | Grand Prix Spécial | Grand Prix Spécial | Grand Prix Freestyle | Grand Prix Freestyle |
| Athlète                                | Cheval         | Compétition | Score      | Rang       | Score              | Rang               | Score                | Rang                 |
| -------------------------------------- | -------------- | ----------- | ---------- | ---------- | ------------------ | ------------------ | -------------------- | -------------------- |
| Mary Hanna                             | Sancette       | Individuel  | 67,964     | 43         | Pas qualifiée      | Pas qualifiée      | Pas qualifiée        | Pas qualifiée        |
| Kristy Oatley                          | Clive          | Individuel  | 68,222     | 42         | Pas qualifiée      | Pas qualifiée      | Pas qualifiée        | Pas qualifiée        |
| Lyndal Oatley                          | Sandro Boy     | Individuel  | 69,377     | 37         | Pas qualifiée      | Pas qualifiée      | Pas qualifiée        | Pas qualifiée        |
| Mary Hanna Kristy Oatley Lyndal Oatley | Voir ci-dessus | Par équipes | 68,521     | 9          | Pas qualifiées     | Pas qualifiées     | NC                   | NC                   |

### Saut d'obstacles
| Athlète                                                                      | Cheval          | Compétition | Qualification | Qualification | Qualification | Qualification | Qualification | Qualification | Qualification | Qualification | Finale        | Finale        | Finale        | Finale        | Finale        | Finale        |
| Athlète                                                                      | Cheval          | Compétition | 1er tour      | 1er tour      | 2e tour       | 2e tour       | 2e tour       | 3e tour       | 3e tour       | 3e tour       | Finale A      | Finale A      | Finale B      | Finale B      | Total         | Total         |
| Athlète                                                                      | Cheval          | Compétition | Pénalités     | Rang          | Pénalités     | Total         | Rang          | Pénalités     | Total         | Rang          | Pénalités     | Rang          | Pénalités     | Rang          | Pénalités     | Rang          |
| ---------------------------------------------------------------------------- | --------------- | ----------- | ------------- | ------------- | ------------- | ------------- | ------------- | ------------- | ------------- | ------------- | ------------- | ------------- | ------------- | ------------- | ------------- | ------------- |
| Julia Hargreaves                                                             | Vedor           | Individuel  | 0             | 1 Q           | 8             | 8             | 31 Q          | 5             | 13            | 31Q           | 17            | 35            | Pas qualifié  | Pas qualifié  | Pas qualifié  | Pas qualifié  |
| James Paterson-Robinson                                                      | Lanosso         | Individuel  | 4             | 42 Q          | 4             | 8             | 31 Q          | 13            | 21            | 39            | Pas qualifié  | Pas qualifié  | Pas qualifié  | Pas qualifié  | Pas qualifié  | Pas qualifié  |
| Edwina Tops-Alexander                                                        | Itot du Château | Individuel  | 0             | 1 Q           | 0             | 0             | 1Q            | 4             | 4             | 4Q            | 4             | 11Q           | 9             | 17            | 13            | 20            |
| Matt Williams                                                                | Watch Me        | Individuel  | 42            | 72            | Pas qualifié  | Pas qualifié  | Pas qualifié  | Pas qualifié  | Pas qualifié  | Pas qualifié  | Pas qualifié  | Pas qualifié  | Pas qualifié  | Pas qualifié  | Pas qualifié  | Pas qualifié  |
| Julia Hargreaves James Paterson-Robinson Edwina Tops-Alexander Matt Williams | Voir ci-dessus  | Par équipes | 4             | 10            | 8             | 12            | 10            | Pas qualifiés | Pas qualifiés | Pas qualifiés | Pas qualifiés | Pas qualifiés | Pas qualifiés | Pas qualifiés | Pas qualifiés | Pas qualifiés |

## Gymnastique

### Artistique
Hommes
| Athlète         | Compétition      | Qualification | Qualification | Qualification | Qualification | Qualification | Qualification | Qualification | Qualification | Finale    | Finale    | Finale    | Finale    | Finale    | Finale    | Finale | Finale |
| Athlète         | Compétition      | Appareils     | Appareils     | Appareils     | Appareils     | Appareils     | Appareils     | Total         | Rang          | Appareils | Appareils | Appareils | Appareils | Appareils | Appareils | Total  | Rang   |
| Athlète         | Compétition      | S             | CA            | A             | SC            | BP            | BF            | Total         | Rang          | S         | CA        | A         | SC        | BP        | BF        | Total  | Rang   |
| --------------- | ---------------- | ------------- | ------------- | ------------- | ------------- | ------------- | ------------- | ------------- | ------------- | --------- | --------- | --------- | --------- | --------- | --------- | ------ | ------ |
| Joshua Jefferis | Concours général | 13,800        | 13,433        | 14,533        | 15,500        | 14,566        | 13,766        | 85,598        | 27 Q          | 14,066    | 13,533    | 14,800    | 15,433    | 14,900    | 14,133    | 86,865 | 19     |

Femmes
Par équipes
| Athlète          | Compétition      | Qualification | Qualification | Qualification | Qualification | Qualification | Qualification | Finale         | Finale         | Finale         | Finale         | Finale         | Finale         |
| Athlète          | Compétition      | Appareils     | Appareils     | Appareils     | Appareils     | Total         | Rang          | Appareils      | Appareils      | Appareils      | Appareils      | Total          | Rang           |
| Athlète          | Compétition      | S             | SC            | BA            | P             | Total         | Rang          | S              | SC             | BA             | P              | Total          | Rang           |
| ---------------- | ---------------- | ------------- | ------------- | ------------- | ------------- | ------------- | ------------- | -------------- | -------------- | -------------- | -------------- | -------------- | -------------- |
| Georgia Bonora   | Concours général | NC            | 13,800        | 13,100        | 13,066        | NC            | NC            | Pas qualifiées | Pas qualifiées | Pas qualifiées | Pas qualifiées | Pas qualifiées | Pas qualifiées |
| Ashleigh Brennan | Concours général | 14,200        | 13,700        | 13,266        | 13,066        | 54,232        | 28 Q          | Pas qualifiées | Pas qualifiées | Pas qualifiées | Pas qualifiées | Pas qualifiées | Pas qualifiées |
| Emily Little     | Concours général | 12,666        | 14,766        | 13,433        | 13,633        | 54,498        | 24 Q          | Pas qualifiées | Pas qualifiées | Pas qualifiées | Pas qualifiées | Pas qualifiées | Pas qualifiées |
| Larrissa Miller  | Concours général | 13,466        | NC            | 14,025        | NC            | NC            | NC            | Pas qualifiées | Pas qualifiées | Pas qualifiées | Pas qualifiées | Pas qualifiées | Pas qualifiées |
| Lauren Mitchell  | Concours général | 14,833 Q      | 13,933        | NC            | 14,300        | NC            | NC            | Pas qualifiées | Pas qualifiées | Pas qualifiées | Pas qualifiées | Pas qualifiées | Pas qualifiées |
| Total            | Concours général | 42,999        | 42,099        | 40,724        | 40,999        | 166,721       | 10            | Pas qualifiées | Pas qualifiées | Pas qualifiées | Pas qualifiées | Pas qualifiées | Pas qualifiées |

Finales individuelles
| Athlète          | Compétition      | Appareils | Appareils | Appareils | Appareils | Total  | Rang |
| Athlète          | Compétition      | S         | SC        | BA        | P         | Total  | Rang |
| ---------------- | ---------------- | --------- | --------- | --------- | --------- | ------ | ---- |
| Ashleigh Brennan | Concours général | 13,233    | 13,533    | 14,400    | 14,166    | 55,332 | 20   |
| Emily Little     | Concours général | 14,866    | 13,933    | 13,666    | 13,300    | 55,765 | 15   |
| Lauren Mitchell  | Sol              | 14,833    | NC        | NC        | NC        | 14,833 | 5    |

### Rythmique
| Athlète       | Compétition | Qualification | Qualification | Qualification | Qualification | Qualification | Qualification | Finale        | Finale        | Finale        | Finale        | Finale        | Finale        |
| Athlète       | Compétition | Cerceau       | Ballon        | Massue        | Ruban         | Total         | Rang          | Cerceau       | Ballon        | Massue        | Ruban         | Total         | Rang          |
| ------------- | ----------- | ------------- | ------------- | ------------- | ------------- | ------------- | ------------- | ------------- | ------------- | ------------- | ------------- | ------------- | ------------- |
| Janine Murray | Individuel  | 23,100        | 24,350        | 23,875        | 25,000        | 96,325        | 22            | Pas qualifiée | Pas qualifiée | Pas qualifiée | Pas qualifiée | Pas qualifiée | Pas qualifiée |

### Trampoline
| Athlète      | Compétition | Séries | Séries | Finale       | Finale       |
| Athlète      | Compétition | Score  | Rang   | Score        | Rang         |
| ------------ | ----------- | ------ | ------ | ------------ | ------------ |
| Blake Gaudry | Hommes      | 84,255 | 13     | Pas qualifié | Pas qualifié |

## Haltérophilie
| Athlète     | Compétition    | Arraché  | Arraché | Épaulé-jeté | Épaulé-jeté | Total  | Rang |
| Athlète     | Compétition    | Résultat | Rang    | Résultat    | Rang        | Total  | Rang |
| ----------- | -------------- | -------- | ------- | ----------- | ----------- | ------ | ---- |
| Damon Kelly | +105 kg hommes | 165 kg   | 16      | 216 kg      | 13          | 381 kg | 16   |
| Seen Lee    | -63 kg femmes  | 83 kg    | 7       | 103 kg      | 7           | 186 kg | 7    |

## Hockey sur gazon
Les deux équipes d'Australie de hockey sur gazon se sont qualifiées pour ces Jeux.

### Tournoi masculin
Effectif
Manager : Ric Charlesworth
| 1. Jamie Dwyer 2. Liam de Young 3. Simon Orchard 4. Glenn Turner 5. Chris Ciriello 6. Matthew Butturini 7. Mark Knowles (C) 8. Russell Ford | 1. Eddie Ockenden 2. Joel Carroll 3. Matthew Gohdes 4. Tim Deavin 5. Matthew Swann 6. Nathan Burgers (G) 7. Kieran Govers 8. Fergus Kavanagh |

Réservistes:
- Kiel Brown
- Andrew Charter (G)

Classement
| Rang | Équipe          | Pts | J | V | N | P | BP | BC | Diff |
| ---- | --------------- | --- | - | - | - | - | -- | -- | ---- |
| 1    | Australie       | 11  | 5 | 3 | 2 | 0 | 23 | 5  | +18  |
| 2    | Grande-Bretagne | 9   | 5 | 2 | 3 | 0 | 14 | 8  | +6   |
| 3    | Espagne         | 8   | 5 | 2 | 2 | 1 | 8  | 10 | -2   |
| 4    | Pakistan        | 7   | 5 | 2 | 1 | 2 | 9  | 16 | -7   |
| 5    | Argentine       | 4   | 5 | 1 | 1 | 3 | 10 | 14 | -4   |
| 6    | Afrique du Sud  | 1   | 5 | 0 | 1 | 4 | 11 | 22 | -11  |

|  | Qualifié pour les quarts de finale                                                                                                 |
|  | Dispute les matchs de classements                                                                                                  |
|  | Pts : Points gagnés • J Joués • V : Victoires • N : Matchs nuls • P : Perdus BP : Buts pour • BC : Buts contre • Diff : Différence |

Matchs
| Pays              | Équipes          | Score            | Équipes          | Pays             |
| Lundi 30 juillet  | Lundi 30 juillet | Lundi 30 juillet | Lundi 30 juillet | Lundi 30 juillet |
| ----------------- | ---------------- | ---------------- | ---------------- | ---------------- |
|                   | Australie        | 6 - 0            | Afrique du Sud   |                  |
| Mercredi 1er août |                  |                  |                  |                  |
|                   | Espagne          | 0 – 5            | Australie        |                  |
| Vendredi 3 août   |                  |                  |                  |                  |
|                   | Australie        | 2 – 2            | Argentine        |                  |
| Dimanche 5 août   |                  |                  |                  |                  |
|                   | Grande-Bretagne  | 3 – 3            | Australie        |                  |
| Mardi 7 août      |                  |                  |                  |                  |
|                   | Australie        | 7 – 0            | Pakistan         |                  |

Demi-finale
| Demi-finale no 1         | Australie | 2 - 4   | Allemagne | Riverbank Arena, Londres |  |
| 9 août 2012 15 h 30 WEST |           | (1 – 1) |           |                          |  |

Match pour la médaille de bronze
| Petite finale             | Australie | 3 - 1   | Grande-Bretagne | Riverbank Arena, Londres |  |
| 11 août 2012 15 h 30 WEST |           | (1 – 1) |                 |                          |  |

### Tournoi féminin
Effectif
Manager : Adam Commens
| 1. Toni Cronk (G) 2. Georgia Nanscawen 3. Casey Eastham 4. Megan Rivers 5. Jodie Schulz 6. Ashleigh Nelson 7. Anna Flanagan 8. Madonna Blyth (C) | 1. Kobie McGurk 2. Jayde Taylor 3. Kate Jenner 4. Fiona Boyce 5. Emily Smith 6. Hope Munro 7. Teneal Attard 8. Jade Close |

Réservistes :
- Emily Hurtz
- Ashlee Wells (G)

Classement
| Rang | Équipe           | Pts | J | V | N | P | BP | BC | Diff |
| ---- | ---------------- | --- | - | - | - | - | -- | -- | ---- |
| 1    | Argentine        | 10  | 5 | 3 | 1 | 1 | 12 | 4  | +8   |
| 2    | Nouvelle-Zélande | 10  | 5 | 3 | 1 | 1 | 9  | 5  | +4   |
| 3    | Australie        | 10  | 5 | 3 | 1 | 1 | 5  | 2  | +3   |
| 4    | Allemagne        | 7   | 5 | 2 | 1 | 2 | 6  | 7  | -1   |
| 5    | Afrique du Sud   | 3   | 5 | 1 | 0 | 4 | 9  | 14 | -5   |
| 6    | États-Unis       | 3   | 5 | 1 | 0 | 4 | 4  | 13 | -9   |

|  | Qualifié pour les quarts de finale                                                                                                 |
|  | Dispute les matchs de classements                                                                                                  |
|  | Pts : Points gagnés • J Joués • V : Victoires • N : Matchs nuls • P : Perdus BP : Buts pour • BC : Buts contre • Diff : Différence |

Matchs
| Pays                | Équipes             | Score               | Équipes             | Pays                |
| Dimanche 29 juillet | Dimanche 29 juillet | Dimanche 29 juillet | Dimanche 29 juillet | Dimanche 29 juillet |
| ------------------- | ------------------- | ------------------- | ------------------- | ------------------- |
|                     | Nouvelle-Zélande    | 1 – 0               | Australie           |                     |
| Mardi 31 juillet    |                     |                     |                     |                     |
|                     | Allemagne           | 1 - 3               | Australie           |                     |
| Jeudi 2 août        |                     |                     |                     |                     |
|                     | Australie           | 1 – 0               | États-Unis          |                     |
| Samedi 4 août       |                     |                     |                     |                     |
|                     | Australie           | 1 – 0               | Afrique du Sud      |                     |
| Lundi 6 août        |                     |                     |                     |                     |
|                     | Argentine           | 0 – 0               | Australie           |                     |

Match de classement
| 5e et 6e places          | Chine | 0 - 2   | Australie | Riverbank Arena, Londres |  |
| 10 août 2012 8 h 30 WEST |       | (0 – 0) |           |                          |  |

## Judo
Hommes
| Athlète          | Compétition     | 1/32 de finale                | 1/16 de finale                   | 1/8 de finale                      | Quarts de finale              | Demi-finales        | Repêchage 1                  | Repêchage 2         | Finale              | Finale       |
| Athlète          | Compétition     | Adversaire Résultat           | Adversaire Résultat              | Adversaire Résultat                | Adversaire Résultat           | Adversaire Résultat | Adversaire Résultat          | Adversaire Résultat | Adversaire Résultat | Rang         |
| ---------------- | --------------- | ----------------------------- | -------------------------------- | ---------------------------------- | ----------------------------- | ------------------- | ---------------------------- | ------------------- | ------------------- | ------------ |
| Arnie Dickens    | Moins de 60 kg  | Shukvani (GEO) Perd 0000–0103 | Pas qualifié                     | Pas qualifié                       | Pas qualifié                  | Pas qualifié        | Pas qualifié                 | Pas qualifié        | Pas qualifié        | Pas qualifié |
| Ivo Dos Santos   | Moins de 66 kg  | exempt                        | Oates (GBR) Perd 0002–0002 YUS   | Pas qualifié                       | Pas qualifié                  | Pas qualifié        | Pas qualifié                 | Pas qualifié        | Pas qualifié        | Pas qualifié |
| Mark Antony      | Moins de 90 kg  | NC                            | exempt                           | Liparteliani (GEO) Gagne 0101–0020 | González (CUB) Perd 0002–0010 | Pas qualifié        | Iliadis (GRE) Perd 0000–1000 | Pas qualifié        | Pas qualifié        | 7            |
| Daniel Kelly     | Moins de 100 kg | NC                            | Bloshenko (UKR) Perd 0003–0100   | Pas qualifié                       | Pas qualifié                  | Pas qualifié        | Pas qualifié                 | Pas qualifié        | Pas qualifié        | Pas qualifié |
| Jake Andrewartha | Plus de 100 kg  | NC                            | Sherrington (GBR) Perd 0000–0100 | Pas qualifié                       | Pas qualifié                  | Pas qualifié        | Pas qualifié                 | Pas qualifié        | Pas qualifié        | Pas qualifié |

Femmes
| Athlète     | Compétition    | 1/16 de finale      | 1/8 de finale              | Quarts de finale    | Demi-finales        | Repêchage 1         | Repêchage 2         | Finale              | Finale       |
| Athlète     | Compétition    | Adversaire Résultat | Adversaire Résultat        | Adversaire Résultat | Adversaire Résultat | Adversaire Résultat | Adversaire Résultat | Adversaire Résultat | Rang         |
| ----------- | -------------- | ------------------- | -------------------------- | ------------------- | ------------------- | ------------------- | ------------------- | ------------------- | ------------ |
| Carli Renzi | Moins de 57 kg | exempt              | Pavia (FRA) Perd 0003–0151 | Pas qualifié        | Pas qualifié        | Pas qualifié        | Pas qualifié        | Pas qualifié        | Pas qualifié |

## Lutte
| PO | Décision aux points – le perdant n'a pas réussi à inscrire des points de technique |
| PP | Décision aux points – le perdant a réussi à inscrire des points de technique       |
| VT | Victoire par tombé                                                                 |

Lutte libre hommes
| Athlète       | Compétition | Qualification       | Premier tour          | Quarts de finale    | Demi-finales        | Repêchage 1         | Repêchage 2         | Final               | Final |
| Athlète       | Compétition | Adversaire Résultat | Adversaire Résultat   | Adversaire Résultat | Adversaire Résultat | Adversaire Résultat | Adversaire Résultat | Adversaire Résultat | Rang  |
| ------------- | ----------- | ------------------- | --------------------- | ------------------- | ------------------- | ------------------- | ------------------- | ------------------- | ----- |
| Farzad Tarash | -60 kg      | exempt              | Ri J-M (PRK) L 0–3 PO | Pas qualifié        | Pas qualifié        | Pas qualifié        | Pas qualifié        | Pas qualifié        | 19    |

## Natation
Les nageurs de l'Australie ont atteint les minima de qualification dans les épreuves suivantes (au maximum 2 nageurs peuvent être qualifiés s'ils ont réussi les minima olympiques et un seul nageur pour les minima propres à chaque sélection), :
* indique les nageurs qui n'ont pas participé à la finale des relais
Hommes
| Athlète                                                                                             | Compétition          | Séries         | Séries | Demi-finales  | Demi-finales | Finale            | Finale                              |
| Athlète                                                                                             | Compétition          | Temps          | Rang   | Temps         | Rang         | Temps             | Rang                                |
| --------------------------------------------------------------------------------------------------- | -------------------- | -------------- | ------ | ------------- | ------------ | ----------------- | ----------------------------------- |
| Daniel Arnamnart                                                                                    | 100 m dos            | 54 s 28        | 15 Q   | 54 s 48       | 16           | Pas qualifié      | Pas qualifié                        |
| Nick D'Arcy                                                                                         | 200 m papillon       | 1 min 56 s 25  | 12 Q   | 1 min 56 s 07 | 13           | Pas qualifié      | Pas qualifié                        |
| Thomas Fraser-Holmes                                                                                | 200 m nage libre     | 1 min 47 s 50  | 13 Q   | 1 min 46 s 80 | 8 Q          | 1 min 46 s 93     | 7                                   |
| Thomas Fraser-Holmes                                                                                | 400 m 4 nages        | 4 min 12 s 66  | 5 Q    | NC            | NC           | 4 min 13 s 49     | 7                                   |
| Jayden Hadler                                                                                       | 100 m papillon       | 52 s 52        | 22     | Pas qualifié  | Pas qualifié | Pas qualifié      | Pas qualifié                        |
| Jayden Hadler                                                                                       | 200 m 4 nages        | 2 min 01 s 54  | 31     | Pas qualifié  | Pas qualifié | Pas qualifié      | Pas qualifié                        |
| Ky Hurst                                                                                            | 10 km                | NC             | NC     | NC            | NC           | 1 h 51 min 41 s 3 | 20                                  |
| Mitch Larkin                                                                                        | 200 m dos            | 1 min 57 s 53  | 10 Q   | 1 min 56 s 82 | 7 Q          | 1 min 58 s 02     | 8                                   |
| Matson Lawson                                                                                       | 200 m dos            | 1 min 58 s 92  | 21     | Pas qualifié  | Pas qualifié | Pas qualifié      | Pas qualifié                        |
| James Magnussen                                                                                     | 50 m nage libre      | 22 s 11        | 10 Q   | 22 s 00       | 11           | Pas qualifié      | Pas qualifié                        |
| James Magnussen                                                                                     | 100 m nage libre     | 48 s 38        | 4 Q    | 47 s 63       | 1 Q          | 47 s 53           | Médaille d'argent, Jeux olympiques  |
| David McKeon                                                                                        | 400 m nage libre     | 3 min 48 s 57  | 13     | NC            | NC           | Pas qualifié      | Pas qualifié                        |
| Kenrick Monk                                                                                        | 200 m nage libre     | 1 min 46 s 94  | 7 Q    | 1 min 47 s 38 | 13           | Pas qualifié      | Pas qualifié                        |
| Ryan Napoleon                                                                                       | 400 m nage libre     | 3 min 47 s 01  | 6 Q    | NC            | NC           | 3 min 49 s 25     | 8                                   |
| Jarrod Poort                                                                                        | 1 500 m nage libre   | 15 min 20 s 82 | 18     | NC            | NC           | Pas qualifié      | Pas qualifié                        |
| Brenton Rickard                                                                                     | 100 m brasse         | 1 min 00 s 07  | 14 Q   | 59 s 50       | 3 Q          | 59 s 87           | 6                                   |
| Brenton Rickard                                                                                     | 200 m brasse         | 2 min 11 s 41  | 15 Q   | 2 min 09 s 31 | 5 Q          | 2 min 09 s 28     | 7                                   |
| James Roberts                                                                                       | 100 m nage libre     | 48 s 93        | 13 Q   | 48 s 57       | 12           | Pas qualifié      | Pas qualifié                        |
| Christian Sprenger                                                                                  | 100 m brasse         | 59 s 62        | 1 Q    | 59 s 61       | 4 Q          | 58 s 93           | Médaille d'argent, Jeux olympiques  |
| Hayden Stoeckel                                                                                     | 100 m dos            | 53 s 88        | 9 Q    | 53 s 72       | 8 Q          | 53 s 55           | 7                                   |
| Eamon Sullivan                                                                                      | 50 m nage libre      | 22 s 27        | 16 Q   | 21 s 88       | 7 Q          | 21 s 98           | 8                                   |
| Daniel Tranter                                                                                      | 200 m 4 nages        | 1 min 59 s 70  | 13 Q   | 2 min 00 s 46 | 13           | Pas qualifié      | Pas qualifié                        |
| Daniel Tranter                                                                                      | 400 m 4 nages        | 4 min 25 s 76  | 32     | NC            | NC           | Pas qualifié      | Pas qualifié                        |
| Chris Wright                                                                                        | 100 m papillon       | 52 s 11        | 10 Q   | 52 s 11       | 11           | Pas qualifié      | Pas qualifié                        |
| Chris Wright                                                                                        | 200 m papillon       | 1 min 56 s 69  | 14 Q   | 1 min 58 s 56 | 8            | Pas qualifié      | Pas qualifié                        |
| Tommaso D'Orsogna* James Magnussen Cameron McEvoy* James Roberts Eamon Sullivan Matt Targett        | 4 × 100 m nage libre | 3 min 12 s 29  | 1 Q    | NC            | NC           | 3 min 09 s 93     | 4                                   |
| Thomas Fraser-Holmes Cameron McEvoy* Ned McKendry David McKeon* Kenrick Monk Ryan Napoleon          | 4 × 200 m nage libre | 7 min 10 s 50  | 4 Q    | NC            | NC           | 6 min 59 s 70     | 5                                   |
| Hayden Stoeckel Matt Targett James Magnussen Brenton Rickard* Tommaso D'Orsogna* Christian Sprenger | 4 × 100 m 4 nages    | 3 min 33 s 73  | 4 Q    | NC            | NC           | 3 min 31 s 58     | Médaille de bronze, Jeux olympiques |

Femmes
| Athlète | Compétition          | Séries        | Séries | Demi-finales  | Demi-finales  | Finale             | Finale                              |
| Athlète | Compétition          | Temps         | Rang   | Temps         | Rang          | Temps              | Rang                                |
| --- | -------------------- | ------------- | ------ | ------------- | ------------- | ------------------ | ----------------------------------- |
| Jessica Ashwood | 800 m nage libre     | 8 min 37 s 21 | 20     | NC            | NC            | Pas qualifiée      | Pas qualifiée                       |
| Bronte Barratt | 200 m nage libre     | 1 min 58 s 12 | 10 Q   | 1 min 56 s 08 | 1 Q           | 1 min 55 s 81      | Médaille de bronze, Jeux olympiques |
| Bronte Barratt | 400 m nage libre     | 4 min 07 s 99 | 12     | NC            | NC            | Pas qualifiée      | Pas qualifiée                       |
| Bronte Campbell | 50 m nage libre      | 24 s 87       | 9 Q    | 24 s 94       | 10            | Pas qualifiée      | Pas qualifiée                       |
| Cate Campbell | 50 m nage libre      | 24 s 94       | 10 Q   | 25 s 01       | 13            | Pas qualifiée      | Pas qualifiée                       |
| Cate Campbell | 100 m nage libre     | DNS           | DNS    | Pas qualifié  | Pas qualifié  | Pas qualifié       | Pas qualifié                        |
| Alicia Coutts | 100 m papillon       | 57 s 36       | 3 Q    | 56 s 85       | 2 Q           | 56 s 94            | Médaille de bronze, Jeux olympiques |
| Alicia Coutts | 200 m 4 nages        | 2 min 10 s 74 | 5 Q    | 2 min 09 s 83 | 2 Q           | 2 min 08 s 15      | Médaille d'argent, Jeux olympiques  |
| Blair Evans | 400 m 4 nages        | 4 min 40 s 32 | 14     | NC            | NC            | Pas qualifiée      | Pas qualifiée                       |
| Sally Foster | 200 m brasse         | 2 min 26 s 04 | 10 Q   | 2 min 24 s 48 | 8 Q           | 2 min 26 s 00      | 8                                   |
| Melissa Gorman | 10 km                | NC            | NC     | NC            | NC            | 1 h 58 min 53 s 1  | 11                                  |
| Samantha Hamill | 200 m papillon       | 2 min 11 s 07 | 20     | Pas qualifiée | Pas qualifiée | Pas qualifiée      | Pas qualifiée                       |
| Belinda Hocking | 100 m dos            | 59 s 61       | 3 Q    | 59 s 79       | 4 Q           | 59 s 29            | 7                                   |
| Belinda Hocking | 200 m dos            | 2 min 08 s 75 | 5 Q    | 2 min 09 s 35 | 10            | Pas qualifiée      | Pas qualifiée                       |
| Leisel Jones | 100 m brasse         | 1 min 06 s 98 | 5 Q    | 1 min 06 s 81 | 5 Q           | 1 h 06 min 95 s    | 5                                   |
| Meagen Nay | 200 m dos            | 2 min 08 s 40 | 4 Q    | 2 min 07 s 42 | 3 Q           | 2 min 07 s 43      | 5                                   |
| Kylie Palmer | 200 m nage libre     | 1 min 58 s 16 | 11 Q   | 1 min 57 s 44 | 7 Q           | 1 min 57 s 68      | 8                                   |
| Kylie Palmer | 400 m nage libre     | 4 min 07 s 27 | 11     | NC            | NC            | Pas qualifiée      | Pas qualifiée                       |
| Kylie Palmer | 800 m nage libre     | 8 min 35 s 75 | 18     | NC            | NC            | Pas qualifiée      | Pas qualifiée                       |
| Leiston Pickett | 100 m brasse         | 1 min 07 s 41 | 11 Q   | 1 min 07 s 74 | 13            | Pas qualifiée      | Pas qualifiée                       |
| Stephanie Rice | 200 m 4 nages        | 2 min 12 s 23 | 3 Q    | 2 min 10 s 80 | 5Q            | 2 min 09 s 15      | 4                                   |
| Stephanie Rice | 400 m 4 nages        | 4 min 35 s 76 | 7 Q    | NC            | NC            | 4 min 35 s 49      | 6                                   |
| Jessicah Schipper | 100 m papillon       | 59 s 17       | 24     | Pas qualifié  | Pas qualifié  | Pas qualifié       | Pas qualifié                        |
| Jessicah Schipper | 200 m papillon       | 2 min 08 s 74 | 12 Q   | 2 min 08 s 21 | 13            | Pas qualifiée      | Pas qualifiée                       |
| Melanie Schlanger | 100 m nage libre     | 53 s 50       | 2 Q    | 53 s 38       | 2 Q           | 53 s 47            | 4                                   |
| Emily Seebohm | 100 m dos            | 58 s 23 (OR)  | 1 Q    | 58 s 39       | 1 Q           | 58 s 68            | Médaille d'argent, Jeux olympiques  |
| Tessa Wallace | 200 m brasse         | 2 min 26 s 94 | 16 Q   | 2 min 27 s 38 | 15            | Pas qualifiée      | Pas qualifiée                       |
| Cate Campbell Alicia Coutts Brittany Elmslie Yolane Kukla* Melanie Schlanger Emily Seebohm* Lisbeth Trickett*              | 4 × 100 m nage libre | 3 min 36 s 34 | 1 Q    | NC            | NC            | 3 min 33 s 15 (OR) | Médaille d'or, Jeux olympiques      |
| Angie Bainbridge* Bronte Barratt Alicia Coutts Brittany Elmslie* Blair Evans* Jade Neilsen* Kylie Palmer Melanie Schlanger | 4 × 200 m nage libre | 7 min 49 s 44 | 1 Q    | NC            | NC            | 7 min 44 s 41      | Médaille d'argent, Jeux olympiques  |
| Alicia Coutts Brittany Elmslie* Leisel Jones Melanie Schlanger Emily Seebohm                                               | 4 × 100 m 4 nages    | 3 min 55 s 42 | 1 Q    | NC            | NC            | 3 min 54 s 02      | Médaille d'argent, Jeux olympiques  |

## Natation synchronisée
| Athlètes | Compétition | Programme technique | Programme technique | Programme libre (qualifications) | Programme libre (qualifications) | Programme libre (qualifications) | Programme libre (finale) | Programme libre (finale)  | Programme libre (finale) |
| Athlètes | Compétition | Points              | Rang                | Points                           | Total (technique + libre)        | Rang                             | Points                   | Total (technique + libre) | Rang                     |
| --- | ----------- | ------------------- | ------------------- | -------------------------------- | -------------------------------- | -------------------------------- | ------------------------ | ------------------------- | ------------------------ |
| Eloise Amberger Sarah Bombell | Duo         | 77,400              | 23                  | 77,480                           | 154,880                          | 23                               | Pas qualifiées           | Pas qualifiées            | Pas qualifiées           |
| Eloise Amberger Jenny-Lyn Anderson Sarah Bombell Olga Burtaev Tamika Domrow Bianca Hammett Tarren Otte Frankie Owen Samantha Reid | Ballet      | 77,500              | 8                   | NC                               | NC                               | NC                               | 77,430                   | 154,930                   | 8                        |

## Pentathlon moderne
Grâce à leurs résultats obtenus lors des championnats d'Asie et d'Océanie, Edward Fernon et Chloe Esposito se sont qualifiés pour ces JO
| Athlète        | Compétition | Escrime (une touche à l'épée) | Escrime (une touche à l'épée) | Escrime (une touche à l'épée) | Natation (200 m nage libre) | Natation (200 m nage libre) | Natation (200 m nage libre) | Équitation (saut d'obstacles) | Équitation (saut d'obstacles) | Équitation (saut d'obstacles) | Combiné : tir/course (pistolet-tir à 10 mètres)/(3000 m) | Combiné : tir/course (pistolet-tir à 10 mètres)/(3000 m) | Combiné : tir/course (pistolet-tir à 10 mètres)/(3000 m) | Total | Rang |
| Athlète        | Compétition | Résultats                     | Rang                          | Points                        | Temps                       | Rang                        | Points                      | Pénalités                     | Rang                          | Points                        | Temps                                                    | Rang                                                     | Points                                                   | Total | Rang |
| -------------- | ----------- | ----------------------------- | ----------------------------- | ----------------------------- | --------------------------- | --------------------------- | --------------------------- | ----------------------------- | ----------------------------- | ----------------------------- | -------------------------------------------------------- | -------------------------------------------------------- | -------------------------------------------------------- | ----- | ---- |
| Edward Fernon  | Hommes      | 14–21                         | 29                            | 736                           | 2 min 13 s 10               | 33                          | 1 204                       | 68                            | 17                            | 1 132                         | 10 min 48 s 19                                           | 14                                                       | 2 408                                                    | 5 480 | 27   |
| Chloe Esposito | Femmes      | 14–21                         | 28                            | 736                           | 2 min 12 s 28               | 5                           | 1 216                       | 44                            | 8                             | 1 156                         | 11 min 55 s 40                                           | 5                                                        | 2 140                                                    | 5 248 | 7    |

## Plongeon
Hommes
| Athlète         | Compétition          | Qualifications | Qualifications | Demi-finales | Demi-finales | Finale       | Finale       |
| Athlète         | Compétition          | Points         | Rang           | Points       | Rang         | Points       | Rang         |
| --------------- | -------------------- | -------------- | -------------- | ------------ | ------------ | ------------ | ------------ |
| Ethan Warren    | Tremplin à 3 mètres  | 441,50         | 15Q            | 456,85       | 11Q          | 488,95       | 7            |
| James Connor    | Haut-vol à 10 mètres | 427,45         | 20             | Pas qualifié | Pas qualifié | Pas qualifié | Pas qualifié |
| Matthew Mitcham | Haut-vol à 10 mètres | 457,20         | 9Q             | 482,40       | 13           | Pas qualifié | Pas qualifié |

Femmes
| Athlète                          | Compétition                      | Qualifications | Qualifications | Demi-finales | Demi-finales | Finale | Finale                             |
| Athlète                          | Compétition                      | Points         | Rang           | Points       | Rang         | Points | Rang                               |
| -------------------------------- | -------------------------------- | -------------- | -------------- | ------------ | ------------ | ------ | ---------------------------------- |
| Jaele Patrick                    | Tremplin à 3 mètres              | 289,65         | 18 Q           | 315,60       | 11 Q         | 309,40 | 11                                 |
| Sharleen Stratton                | Tremplin à 3 mètres              | 342,70         | 5 Q            | 327,60       | 9 Q          | 345,65 | 5                                  |
| Brittany Broben                  | Haut-vol à 10 mètres             | 339,80         | 4 Q            | 359,55       | 3 Q          | 366,50 | Médaille d'argent, Jeux olympiques |
| Melissa Wu                       | Haut-vol à 10 mètres             | 337,90         | 5 Q            | 355,60       | 4 Q          | 358,10 | 4                                  |
| Anabelle Smith Sharleen Stratton | Tremplin à 3 mètres synchronisé  | NC             | NC             | NC           | NC           | 304,95 | 5                                  |
| Rachel Bugg Loudy Wiggins        | Haut-vol à 10 mètres synchronisé | NC             | NC             | NC           | NC           | 323,55 | 4                                  |

## Taekwondo
| Athlète       | Compétition   | 1er tour                         | Quarts de finale          | Demi-finales         | Repêchage 1           | Repêchage 2              | Finale              | Finale |
| Athlète       | Compétition   | Adversaire Résultat              | Adversaire Résultat       | Adversaire Résultat  | Adversaire Résultat   | Adversaire Résultat      | Adversaire Résultat | Rang   |
| ------------- | ------------- | -------------------------------- | ------------------------- | -------------------- | --------------------- | ------------------------ | ------------------- | ------ |
| Safwan Khalil | Hommes -58 kg | Diego (MEX) Gagne 9–4            | González (ESP) Perd 3–5   | Pas qualifié         | Sanli (SWE) Gagne 4–1 | Denisenko (RUS) Perd 1–3 | Pas qualifié        | 5      |
| Carmen Marton | Femmes -67 kg | Hajipourgoli (IRI) Gagne 4–4 SDP | Johansson (SWE) Gagne 6–3 | Tatar (TUR) Perd 0–6 | BYE                   | Fromm (GER) L 2–8        | Pas qualifiée       | 5      |

## Tennis
Hommes
| Athlète             | Compétition         | 1/32 de finale                          | 1/16 de finale             | 1/8 de finale                     | Quarts de finale    | Demi-finales        | Finale              | Finale       |
| Adversaire Résultat | Adversaire Résultat | Adversaire Résultat                     | Adversaire Résultat        | Adversaire Résultat               | Adversaire Résultat | Adversaire Résultat | Adversaire Résultat |              |
| ------------------- | ------------------- | --------------------------------------- | -------------------------- | --------------------------------- | ------------------- | ------------------- | ------------------- | ------------ |
| Bernard Tomic       | Simple messieurs    | Nishikori (JPN) Perd 6–7(4–7), 6–7(4–7) | Pas qualifié               | Pas qualifié                      | Pas qualifié        | Pas qualifié        | Pas qualifié        | Pas qualifié |
| Lleyton Hewitt      | Simple messieurs    | Stakhovsky (UKR) Gagne 6–3, 4–6, 6–3    | Čilić (CRO) Gagne 6–4, 7–5 | Djokovic (SRB) Perd 6–4, 5–7, 1–6 | Pas qualifié        | Pas qualifié        | Pas qualifié        | Pas qualifié |

Femmes
| Athlète                               | Compétition         | 1/32 de finale                           | 1/16 de finale                                             | 1/8 de finale       | Quarts de finale    | Demi-finales        | Finale              | Finale         |
| Adversaire Résultat                   | Adversaire Résultat | Adversaire Résultat                      | Adversaire Résultat                                        | Adversaire Résultat | Adversaire Résultat | Adversaire Résultat | Adversaire Résultat |                |
| ------------------------------------- | ------------------- | ---------------------------------------- | ---------------------------------------------------------- | ------------------- | ------------------- | ------------------- | ------------------- | -------------- |
| Samantha Stosur                       | Simple dames        | Suárez Navarro (ESP) Perd 6–3, 5–7, 8–10 | Pas qualifiée                                              | Pas qualifiée       | Pas qualifiée       | Pas qualifiée       | Pas qualifiée       | Pas qualifiée  |
| Jarmila Gajdošová Anastasia Rodionova | Double dames        | NC                                       | Makarova / Vesnina (RUS) Perdent 1–6, 4–6                  | Pas qualifiée       | Pas qualifiée       | Pas qualifiée       | Pas qualifiée       | Pas qualifiée  |
| Casey Dellacqua Samantha Stosur       | Double dames        | NC                                       | Llagostera Vives / Martínez Sánchez (ESP) Perdent 1–6, 1–6 | Pas qualifiées      | Pas qualifiées      | Pas qualifiées      | Pas qualifiées      | Pas qualifiées |

Mixte
| Samantha Stosur Lleyton Hewitt | Double mixte | Radwanska / Matkowski (POL) Gagnent 6–3, 6–3 | Robson / Murray (GBR) Perdent 3–6, 6–3, [8–10] | Pas qualifiés | Pas qualifiés | Pas qualifiés | Pas qualifiés | Pas qualifiés |

## Tennis de table
Hommes
| Athlète                                 | Compétition | Tour préliminaire         | 1er tour                   | 2e tour                  | 3e tour                 | 4e tour               | Quarts de finale | Demi-finales     | Finale           | Finale        |
| Athlète                                 | Compétition | Adversaire Score          | Adversaire Score           | Adversaire Score         | Adversaire Score        | Adversaire Score      | Adversaire Score | Adversaire Score | Adversaire Score | Rang          |
| --------------------------------------- | ----------- | ------------------------- | -------------------------- | ------------------------ | ----------------------- | --------------------- | ---------------- | ---------------- | ---------------- | ------------- |
| Justin Han                              | Simple      | Agbetoglo (TOG) Gagne 4–2 | Alamian (IRI) Perd 0–4     | Pas qualifié             | Pas qualifié            | Pas qualifié          | Pas qualifié     | Pas qualifié     | Pas qualifié     | Pas qualifié  |
| William Henzell                         | Simple      | exempt                    | Pattantyús (HUN) Gagne 4–1 | Monteiro (POR) Gagne 4–2 | Samsonov (BLR) Perd 3–4 | Pas qualifié          | Pas qualifié     | Pas qualifié     | Pas qualifié     | Pas qualifié  |
| Robert Frank Justin Han William Henzell | Par équipes | NC                        | NC                         | NC                       | NC                      | Singapour Perdent 0–3 | Pas qualifiés    | Pas qualifiés    | Pas qualifiés    | Pas qualifiés |

Femmes
| Athlète                            | Compétition | Tour préliminaire | 1er tour                 | 2e tour                  | 3e tour          | 4e tour               | Quarts de finale | Demi-finales     | Finale           | Finale         |
| Athlète                            | Compétition | Adversaire Score  | Adversaire Score         | Adversaire Score         | Adversaire Score | Adversaire Score      | Adversaire Score | Adversaire Score | Adversaire Score | Rang           |
| ---------------------------------- | ----------- | ----------------- | ------------------------ | ------------------------ | ---------------- | --------------------- | ---------------- | ---------------- | ---------------- | -------------- |
| Jian Fang Lay                      | Simple      | exempt            | L Silva (BRA) Gagne 4–1  | X Li (FRA) Perd 3–4      | Pas qualifié     | Pas qualifié          | Pas qualifié     | Pas qualifié     | Pas qualifié     | Pas qualifié   |
| Miao Miao                          | Simple      | exempt            | Hadačová (CZE) Gagne 4–2 | X-h Huang (TPE) Perd 0–4 | Pas qualifié     | Pas qualifié          | Pas qualifié     | Pas qualifié     | Pas qualifié     | Pas qualifié   |
| Jian Fang Lay Miao Miao Vivian Tan | Par équipes | NC                | NC                       | NC                       | NC               | Allemagne Perdent 0–3 | Pas qualifiées   | Pas qualifiées   | Pas qualifiées   | Pas qualifiées |

## Tir
Hommes
| Athlète          | Compétition                  | Qualification | Qualification | Finale       | Finale       |
| Athlète          | Compétition                  | Points        | Rang          | Points       | Rang         |
| ---------------- | ---------------------------- | ------------- | ------------- | ------------ | ------------ |
| Clive Barton     | Skeet                        | 109           | 33            | Pas qualifié | Pas qualifié |
| David Chapman    | Pistolet à 25 m tir rapide   | 559           | 18            | Pas qualifié | Pas qualifié |
| Michael Diamond  | Trap                         | 125 (OR)      | 1 Q           | 145          | 4            |
| Keith Ferguson   | Skeet                        | 116           | 20            | Pas qualifié | Pas qualifié |
| Will Godward     | Carabine à 10 m air comprimé | 588           | 40            | Pas qualifié | Pas qualifié |
| Russell Mark     | Double trap                  | 128           | 20            | Pas qualifié | Pas qualifié |
| Warren Potent    | Carabine à 50 m tir couché   | 591           | 32            | Pas qualifié | Pas qualifié |
| Daniel Repacholi | Pistolet à 10 m air comprimé | 575           | 28            | Pas qualifié | Pas qualifié |
| Daniel Repacholi | Pistolet à 50 m              | 557           | 19            | Pas qualifié | Pas qualifié |
| Dane Sampson     | Carabine à 10 m air comprimé | 587           | 42            | Pas qualifié | Pas qualifié |
| Dane Sampson     | Carabine à 50 m 3 positions  | 1 151         | 37            | Pas qualifié | Pas qualifié |
| Dane Sampson     | Carabine à 50 m tir couché   | 583           | 48            | Pas qualifié | Pas qualifié |
| Adam Vella       | Trap                         | 119           | 15            | Pas qualifié | Pas qualifié |

Femmes
| Athlète             | Compétition                  | Qualification | Qualification | Finale        | Finale        |
| Athlète             | Compétition                  | Points        | Rang          | Points        | Rang          |
| ------------------- | ---------------------------- | ------------- | ------------- | ------------- | ------------- |
| Dina Aspandiyarova  | Pistolet à 10 m air comprimé | 382           | 14            | Pas qualifiée | Pas qualifiée |
| Suzanne Balogh      | Trap                         | 72            | 3 Q           | 87            | 5             |
| Hayley Chapman      | Pistolet à 25 m              | 278           | 39            | Pas qualifiée | Pas qualifiée |
| Lauryn Mark         | Skeet                        | 59            | 15            | Pas qualifiée | Pas qualifiée |
| Alethea Sedgman     | Carabine à 10 m air comprimé | 387           | 52            | Pas qualifiée | Pas qualifiée |
| Alethea Sedgman     | Carabine 50 m 3 positions    | DNS           | DNS           | Pas qualifiée | Pas qualifiée |
| Robyn van Nus       | Carabine à 10 m air comprimé | 391           | 45            | Pas qualifiée | Pas qualifiée |
| Robyn van Nus       | Carabine 50 m 3 positions    | 570           | 41            | Pas qualifiée | Pas qualifiée |
| Lalita Yauhleuskaya | Pistolet à 10 m air comprimé | 371           | 40            | Pas qualifiée | Pas qualifiée |
| Lalita Yauhleuskaya | Pistolet à 25 m              | 288           | 23            | Pas qualifiée | Pas qualifiée |

## Tir à l'arc
| Athlète       | Compétition       | Tour préliminaire | Tour préliminaire | 1er tour                        | 2e tour                 | 3e tour            | Quarts de finale | Demi-finales     | Finale           | Finale        |
| Athlète       | Compétition       | Score             | Rang              | Adversaire Score                | Adversaire Score        | Adversaire Score   | Adversaire Score | Adversaire Score | Adversaire Score | Rang          |
| ------------- | ----------------- | ----------------- | ----------------- | ------------------------------- | ----------------------- | ------------------ | ---------------- | ---------------- | ---------------- | ------------- |
| Taylor Worth  | Individuel hommes | 668               | 23                | Wills (GBR) (42) Gagne 6–5      | Ellison (USA) Gagne 7–1 | Dai (CHN) Perd 5–6 | Pas qualifié     | Pas qualifié     | Pas qualifié     | Pas qualifié  |
| Elisa Barnard | Individuel femmes | 601               | 58                | Christiansen (DEN) (7) Perd 3–7 | Pas qualifiée           | Pas qualifiée      | Pas qualifiée    | Pas qualifiée    | Pas qualifiée    | Pas qualifiée |

## Triathlon
| Athlète           | Compétition | Natation (1,5 km) | Transition 1 | Cyclisme (40 km) | Transition 2 | Course (10 km) | Total           | Rang                                |
| ----------------- | ----------- | ----------------- | ------------ | ---------------- | ------------ | -------------- | --------------- | ----------------------------------- |
| Courtney Atkinson | Hommes      | 17 min 26 s       | 39 s         | 1 h 16 min 53 s  | 28 s         | 31 min 58 s    | 1 h 49 min 19 s | 18                                  |
| Brad Kahlefeldt   | Hommes      | 18 min 06 s       | 39 s         | 1 h 18 min 25 s  | 29 s         | 31 min 29 s    | 1 h 50 min 23 s | 32                                  |
| Brendan Sexton    | Hommes      | 18 min 53 s       | 42 s         | 1 h 18 min 26 s  | 29 s         | 31 min 41 s    | 1 h 50 min 36 s | 35                                  |
| Erin Densham      | Femmes      | 19 min 25 s       | 40 s         | 1 h 05 min 33 s  | 30 s         | 33 min 42 s    | 1 h 59 min 50 s | Médaille de bronze, Jeux olympiques |
| Emma Jackson      | Femmes      | 19 min 25 s       | 42 s         | 1 h 05 min 32 s  | 30 s         | 35 min 07 s    | 2 h 01 min 16 s | 8                                   |
| Emma Moffatt      | Femmes      | 19 min 23 s       | 43 s         | Abandon          | Abandon      | Abandon        | Abandon         | Abandon                             |

## Voile
M* = Course aux médailles ; EL = Non qualifié
Hommes
| Athlète(s)                    | Compétition | Courses | Courses | Courses | Courses | Courses | Courses | Courses | Courses | Courses | Courses | Courses | Courses | Courses | Courses | Courses | Courses | Total net | Rang                           |
| Athlète(s)                    | Compétition | 1       | 2       | 3       | 4       | 5       | 6       | 7       | 8       | 9       | 10      | 11      | 12      | 13      | 14      | 15      | M*      | Total net | Rang                           |
| ----------------------------- | ----------- | ------- | ------- | ------- | ------- | ------- | ------- | ------- | ------- | ------- | ------- | ------- | ------- | ------- | ------- | ------- | ------- | --------- | ------------------------------ |
| Tom Slingsby                  | Laser       | 2       | 1       | 2       | 6       | 9       | 2       | 15      | 1       | 1       | 1       | NC      | NC      | NC      | NC      | NC      | 9       | 43        | Médaille d'or, Jeux olympiques |
| Brendan Casey                 | Finn        | 25      | 7       | 9       | 16      | 10      | 17      | 19      | 9       | 9       | 5       | NC      | NC      | NC      | NC      | NC      | EL      | 106       | 13                             |
| Mathew Belcher Malcolm Page   | 470         | 3       | 9       | 2       | 1       | 1       | 1       | 3       | 5       | 1       | 1       | NC      | NC      | NC      | NC      | NC      | 4       | 22        | Médaille d'or, Jeux olympiques |
| Nathan Outteridge Iain Jensen | 49er        | 8       | 1       | 2       | 4       | 2       | 1       | 10      | 6       | 9       | 5       | 4       | 1       | 1       | 1       | 3       | 4       | 56        | Médaille d'or, Jeux olympiques |

Femmes
Courses
| Athlète                        | Compétition  | Courses | Courses | Courses | Courses | Courses | Courses | Courses | Courses | Courses | Courses | Courses | Total net | Rang |
| Athlète                        | Compétition  | 1       | 2       | 3       | 4       | 5       | 6       | 7       | 8       | 9       | 10      | M*      | Total net | Rang |
| ------------------------------ | ------------ | ------- | ------- | ------- | ------- | ------- | ------- | ------- | ------- | ------- | ------- | ------- | --------- | ---- |
| Jessica Crisp                  | RS:X         | 11      | 10      | 17      | 17      | 7       | 12      | 5       | 8       | 13      | 13      | EL      | 96        | 11   |
| Krystal Weir                   | Laser Radial | 18      | 18      | 10      | 23      | 7       | 35      | 7       | 12      | 4       | 22      | EL      | 121       | 12   |
| Elise Rechichi Belinda Stowell | 470          | 14      | 7       | 3       | 12      | 9       | 7       | 9       | 14      | 4       | 1       | 16      | 83        | 7    |

Match racing
| Athlète                                 | Compétition | Round Robin | Round Robin | Round Robin | Round Robin     | Round Robin      | Round Robin | Round Robin | Round Robin | Round Robin | Round Robin | Round Robin | Rang | Phase finale           | Phase finale           | Phase finale          | Rang                               |
| Athlète                                 | Compétition | Finlande    | France      | États-Unis  | Grande-Bretagne | Nouvelle-Zélande | Russie      | Suède       | Pays-Bas    | Espagne     | Danemark    | Portugal    | Rang | 1/4 de finale          | 1/2 finales            | Finale                | Rang                               |
| --------------------------------------- | ----------- | ----------- | ----------- | ----------- | --------------- | ---------------- | ----------- | ----------- | ----------- | ----------- | ----------- | ----------- | ---- | ---------------------- | ---------------------- | --------------------- | ---------------------------------- |
| Nina Curtis Olivia Price Lucinda Whitty | Elliott 6m  | Gagnent     | Gagnent     | Gagnent     | Gagnent         | Gagnent          | Gagnent     | Gagnent     | Gagnent     | Gagnent     | Gagnent     | Gagnent     | 1 Q  | Pays-Bas Gagnent (3–1) | Finlande Gagnent (2–1) | Espagne Perdent (2–3) | Médaille d'argent, Jeux olympiques |

## Volley-ball

### Beach-volley
| Athlète                       | Compétition     | Tour préliminaire | Classement | Huitièmes de finale | Quarts de finale  | Demi-finales      | Finale            | Finale         |
| Athlète                       | Compétition     | Adversaires Score | Classement | Adversaires Score   | Adversaires Score | Adversaires Score | Adversaires Score | Rang           |
| ----------------------------- | --------------- | --- | ---------- | ------------------- | ----------------- | ----------------- | ----------------- | -------------- |
| Louise Bawden Becchara Palmer | Tournoi féminin | Poule E Goller – Ludwig (GER) Perdent 1 – 2 (18–21, 21–19, 8–15) Meppelink – van Gestel (NED) Perdent 0 – 2 (19–21, 15–21) Antonelli – Antunes (BRA) Perdent 1 – 2 (21–18, 16–21, 9–15)              | 4          | Pas qualifiées      | Pas qualifiées    | Pas qualifiées    | Pas qualifiées    | Pas qualifiées |
| Natalie Cook Tamsin Hinchley  | Tournoi féminin | Poule C May-Treanor – Walsh Jennings (USA) Perdent 0 – 2 (18–21, 19–21) Schwaiger – Schwaiger (AUT) Perdent 1 – 2 (21–18, 20–22, 10–15) Kolocová – Sluková (CZE) Perdent 1 – 2 (16–21, 21–18, 11–15) | 4          | Pas qualifiées      | Pas qualifiées    | Pas qualifiées    | Pas qualifiées    | Pas qualifiées |

### Volley-ball (indoor)

#### Tournoi masculin
Classement
Les quatre premières équipes de la poule sont qualifiées.
- Qualifiés pour les quarts de finale
- Éliminés

| # | Équipe          | Pts | J | G | Gt | Pt | P | Sp | Sc | Ratio | Pp  | Pc  | Ratio |
| 1 | Bulgarie        | 12  | 5 | 4 | 0  | 0  | 1 | 13 | 4  | 3.25  | 407 | 390 | 1.044 |
| 2 | Pologne         | 9   | 5 | 3 | 0  | 0  | 2 | 11 | 7  | 1.571 | 433 | 374 | 1.158 |
| 3 | Argentine       | 9   | 5 | 3 | 0  | 0  | 2 | 10 | 7  | 1.429 | 382 | 367 | 1.041 |
| 4 | Italie          | 8   | 5 | 2 | 1  | 0  | 2 | 10 | 9  | 1.111 | 426 | 413 | 1.031 |
| 5 | Australie       | 7   | 5 | 2 | 0  | 1  | 2 | 8  | 10 | 0.8   | 395 | 397 | 0.995 |
| 6 | Grande-Bretagne | 0   | 5 | 0 | 0  | 0  | 5 | 0  | 15 | 0     | 274 | 376 | 0.729 |

Matchs

## Water-polo

### Tournoi masculin
Classement
| Rang | Pays       | Points | J | G | N | P | Bp | Bc |
| ---- | ---------- | ------ | - | - | - | - | -- | -- |
| 1    | Croatie    | 10     | 5 | 5 | 0 | 0 | 50 | 29 |
| 2    | Italie     | 7      | 5 | 3 | 1 | 1 | 40 | 36 |
| 3    | Espagne    | 6      | 5 | 3 | 0 | 2 | 52 | 42 |
| 4    | Australie  | 4      | 5 | 2 | 0 | 3 | 40 | 44 |
| 5    | Grèce      | 3      | 5 | 1 | 1 | 3 | 41 | 43 |
| 6    | Kazakhstan | 0      | 5 | 0 | 0 | 5 | 24 | 53 |

|  | Qualifié pour les quarts de finale                                                                             |
|  | Éliminé |
|  | Pts points ; G victoires ; N nuls ; P défaites BP buts marqués ; BC buts encaissés ; Diff différence de points |

Matchs
| 29 juillet | Italie | 8-5                  | Australie | Water Polo Arena, Londres |
|            |        | (3-0, 2-2, 0-1, 3-2) |           |                           |

| 31 juillet | Australie | 7-4                  | Kazakhstan | Water Polo Arena, Londres |
|            |           | (2-1, 2-0, 2-2, 1-1) |            |                           |

| 2 août | Espagne | 13-9                 | Australie | Water Polo Arena, Londres |
|        |         | (2-1, 3-3, 4-1, 4-4) |           |                           |

| 4 août | Croatie | 11-6                 | Australie | Water Polo Arena, Londres |
|        |         | (2-1, 3-1, 3-2, 3-2) |           |                           |

| 6 août | Grèce | 8-13                 | Australie | Water Polo Arena, Londres |
|        |       | (2-3, 3-5, 1-3, 2-2) |           |                           |

Quart de finale
| 8 août  | Australie | 8-11                 | Serbie | Water Polo Arena, Londres |  |
| 15 h 50 |           | (3-2, 4-2, 1-2, 0-5) |        |                           |  |

Demi-finale 5e-8e places
| 10 août | Hongrie | 10-9                 | Australie | Water Polo Arena, Londres |  |
| 18 h 30 |         | (4-2, 2-4, 1-0, 3-3) |           |                           |  |

Match pour la 7e place
| 12 août | États-Unis | 9-10                 | Australie | Water Polo Arena, Londres |  |
| 10 h 20 |            | (1-3, 2-2, 1-3, 5-2) |           |                           |  |

### Tournoi féminin
Classement
| Rang | Pays            | Points | J | G | N | P | Bp | Bc |
| ---- | --------------- | ------ | - | - | - | - | -- | -- |
| 1    | Australie       | 6      | 3 | 3 | 0 | 0 | 37 | 19 |
| 2    | Russie          | 4      | 3 | 2 | 0 | 1 | 22 | 21 |
| 3    | Italie          | 2      | 3 | 1 | 0 | 2 | 22 | 22 |
| 4    | Grande-Bretagne | 0      | 3 | 0 | 0 | 3 | 14 | 33 |

|  | NB : Les quatre équipes sont qualifiées pour les quarts de finale                                              |
|  | Pts points ; G victoires ; N nuls ; P défaites BP buts marqués ; BC buts encaissés ; Diff différence de points |

Matchs
| 30 juillet | Italie | 8-10                 | Australie | Water Polo Arena, Londres |
|            |        | (1-2, 3-2, 0-4, 4-2) |           |                           |

| 1er août | Grande-Bretagne | 3-16                 | Australie | Water Polo Arena, Londres |
|          |                 | (1-3, 1-3, 1-5, 0-5) |           |                           |

| 3 août | Russie | 8-11                 | Australie | Water Polo Arena, Londres |
|        |        | (4-6, 1-2, 1-0, 2-3) |           |                           |

Quart de finale
| 5 août  | Chine | 16 (2)-16 (4)                  | Australie | Water Polo Arena, Londres |  |
| 16 h 10 |       | (5-5, 3-3, 4-2, 2-4 a. p. 2-2) |           |                           |  |

Demi-finale
| 7 août  | États-Unis | 11-9 (ap)                      | Australie | Water Polo Arena, Londres |  |
| 15 h 30 |            | (3-3, 3-2, 1-1, 2-3 a. p. 2-0) |           |                           |  |

Match pour la médaille de bronze
| 9 août  | Australie | 13-11 (ap)                     | Hongrie | Water Polo Arena, Londres |  |
| 18 h 40 |           | (2-1, 5-3, 3-4, 1-3 a. p. 2-0) |         |                           |  |